# Morphologie urbaine de Grenoble

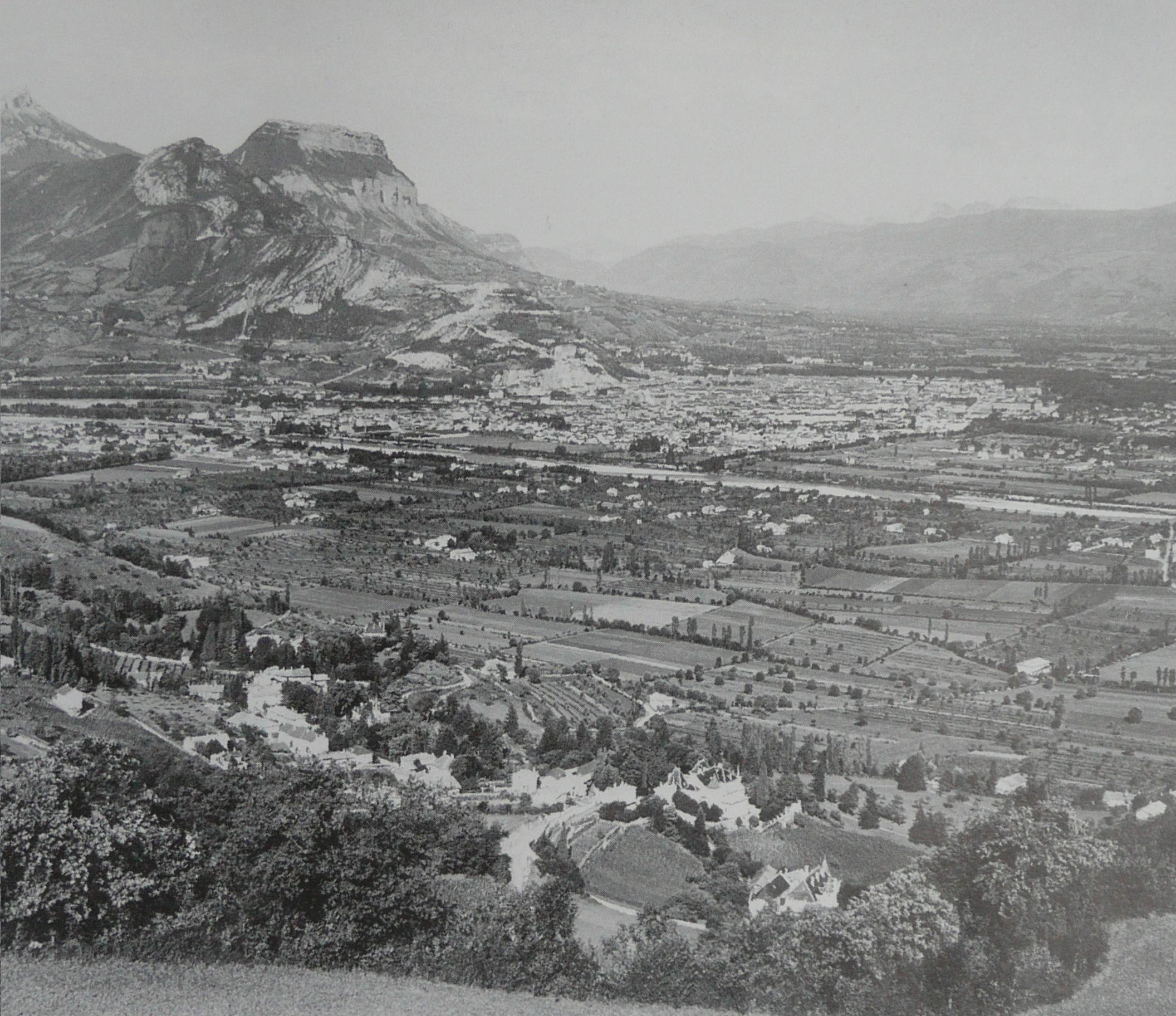
Grenoble en 1929.

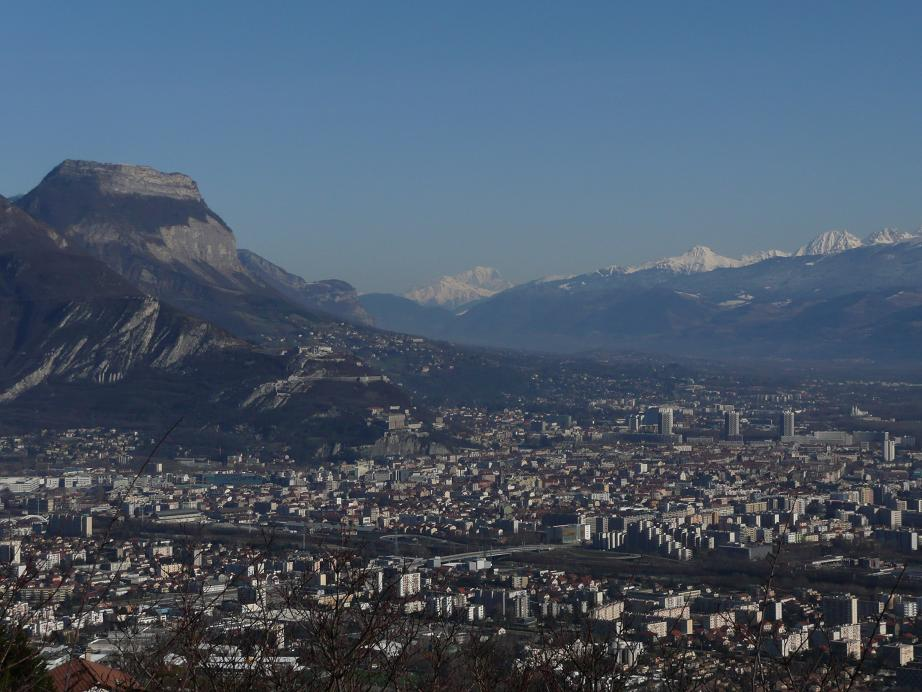
Grenoble en 2008.

La morphologie urbaine de Grenoble peut être définie comme l’ensemble des formes que prend la ville ou son agglomération sous la double influence de son site géographique et de l’histoire de son développement. L'agglomération de Grenoble est la 11e aire urbaine française en 2011, et représente une zone de 2 621 km2 pour 675 122 habitants. Grenoble, la ville principale, représente un peu moins du quart de ses habitants, et moins d'un pour cent de sa superficie.

## Morphogenèse de l'agglomération grenobloise

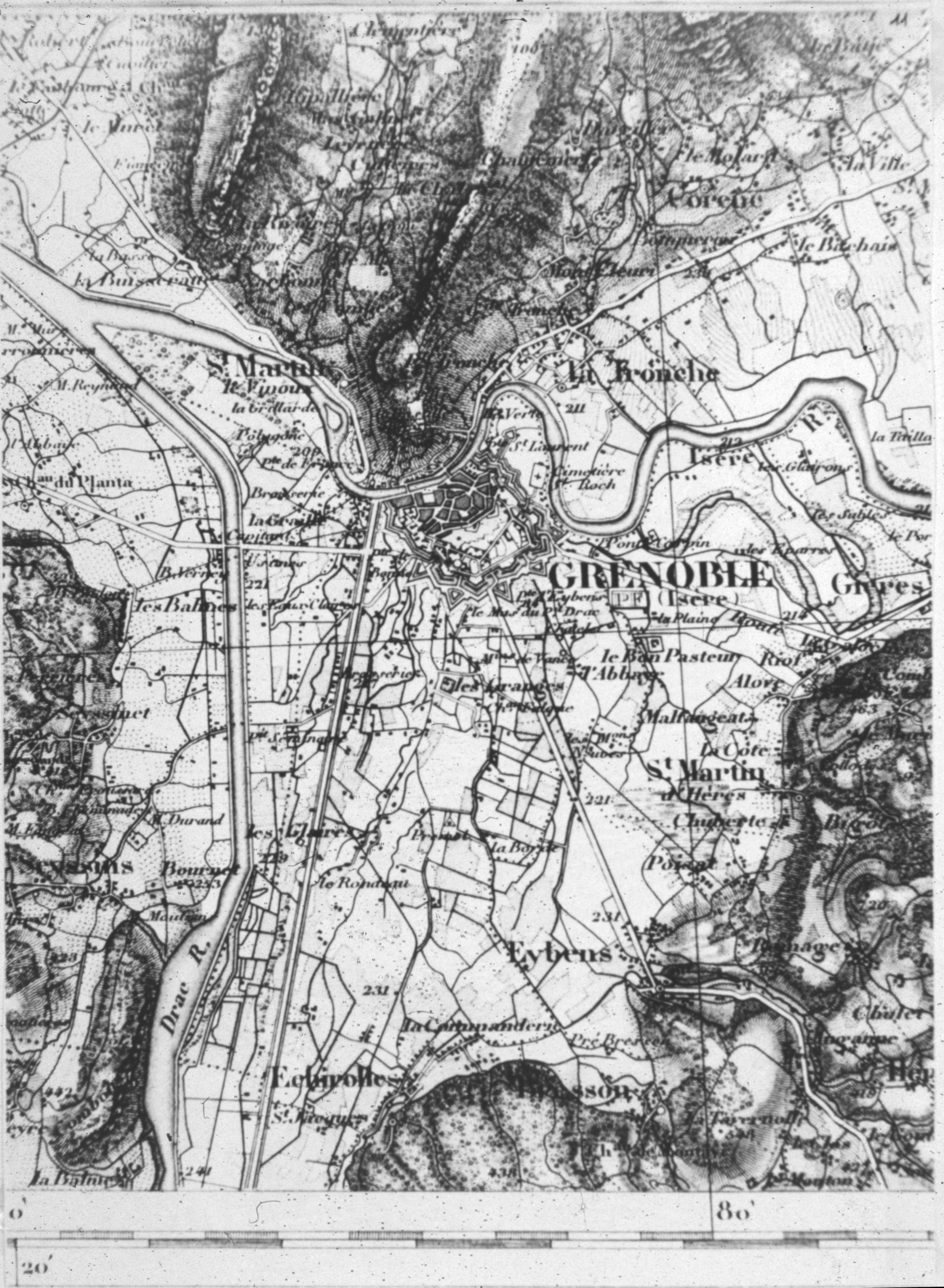
Grenoble avant 1860, plan de situation.

L’agglomération grenobloise s’est développée  dans un site particulièrement contraignant : une plaine d’environ 100 kilomètres carrés (équivalent à la taille de Paris intra-muros) au confluent  décentré d’une rivière, l’Isère, et d’un torrent, le Drac. Cette plaine prenant la forme d'un Y est entourée de trois massifs montagneux, la Chartreuse, le Vercors et Belledonne, dont le premier avance un éperon jusqu’en ville, tandis que les deux autres rejoignent la plaine par des collines plus ou moins pentues. Cette configuration permet de parler d’une « cuvette grenobloise », vallée singulièrement plate d'origine glaciaire. La fonte du glacier de l'Isère, il y a environ 25 000 ans, entraîne la présence d'un lac pendant plus de 10 000 ans, avec ses alluvions lacustres würmiennes qui confèrent aujourd'hui aux vallées, un caractère parfaitement plat.

### Un noyau urbain entouré de villages
Les installations humaines se sont longtemps limitées à un  petit groupement de maisons, bâties sur un léger tertre en rive gauche de l’Isère à son  point le plus aisément franchissable, et à des villages installés à l’abri des inondations sur les coteaux des trois massifs. Le reste de la plaine, soumise aux inondations fréquentes de l’un ou l’autre des cours d’eau, se partageait entre marais, cultures et maigres pâturages.
Grenoble, enfermée dès le IIIe siècle dans une enceinte de neuf hectares, n’a guère conservé de bâtiments marquants antérieurs à la fin du Moyen Âge, hormis le groupe cathédral et une église collégiale (Saint André), mais le tracé actuel des rues conserve le souvenir de sa physionomie urbaine : un réseau irrégulier de voies étroites aboutissant aux portes de l’enceinte vers la plaine, et au seul pont franchissant l’Isère du côté de la Chartreuse. En rive droite, la falaise du Rabot tombant à pic dans l'Isère, l'urbanisation se réduisait à une ou deux rangées de maisons et la voie vers Vienne et la région lyonnaise fut longtemps escarpée pour franchir cet obstacle, jusqu'au XVIIe siècle et la construction de la Porte de France en 1620.
Quelques extensions, de faible ampleur, n’ont guère changé la morphologie de la ville intra-muros, même si son aspect architectural a accompagné le renouvellement de ses bâtiments. Le carcan des enceintes s'est lentement élargi, suivant l’évolution de l’art des fortifications, en particulier aux XVIe et XVIIe siècles. La cité a une superficie de 36 hectares dans l'enceinte Lesdiguières (1591–1620), agrandie à  45 hectares par l'enceinte Créqui, commencée en 1640, interrompue par l'inondation de 1651 et terminée en 1675.
Les villages se développent sur les coteaux, mais la plaine n’accueille quelques implantations religieuses ou agricoles qu’à partir du moment où le Drac commence à être endigué ; travail de longue haleine auquel François de Bonne de Créqui, Lieutenant général (en 1638) puis gouverneur du Dauphiné pendant 25 ans (de 1650 à 1675), a fortement contribué par la construction d’une digue depuis les murs de la ville jusqu’au débouché du Drac au sud de la « cuvette ». Cette digue de 8 kilomètres, achevée en 1684 et empierrée par le conseiller au parlement Nicolas Prunier de Saint-André est devenue un des axes Nord-sud majeurs de l’agglomération contemporaine : les cours Jean-Jaurès et le Cours de la Libération et du Général De Gaulle.
À la fin du XVIIIe siècle l’agglomération se présente donc comme un petit noyau urbain de quelque 20 000 habitants, serré dans son enceinte au pied de la Chartreuse, et des villages, dont le plus peuplé atteint à peine 2 000 habitants, villages reliés à la ville par des chemins qui deviendront, presque inchangés, les grands axes de l’agglomération, au moins jusqu’à la seconde guerre mondiale.

### L'ère industrielle

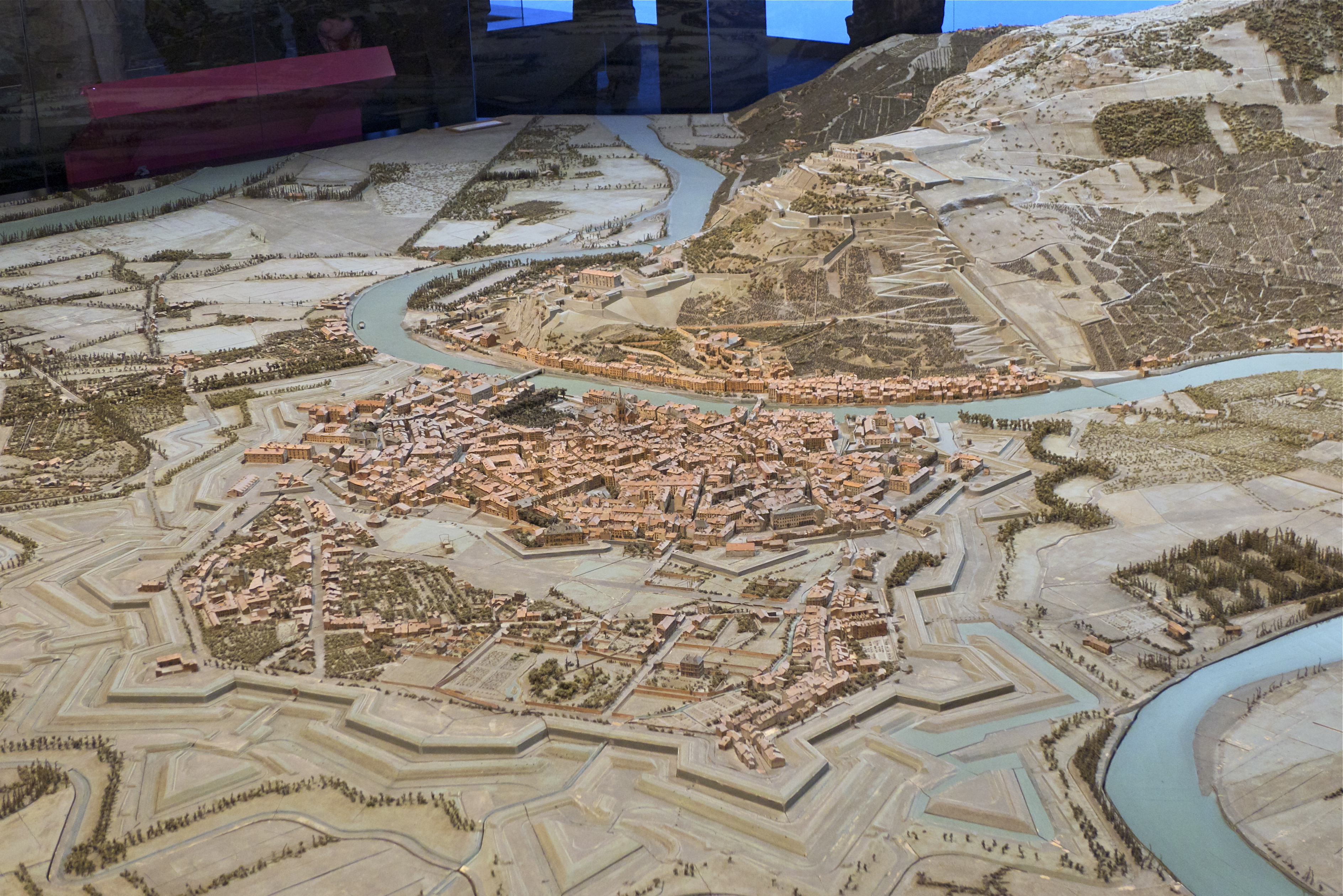
Plan-relief de Grenoble en 1848. On distingue la vieille ville et les fortifications réalisées par Haxo au sein desquelles se développe la nouvelle ville.

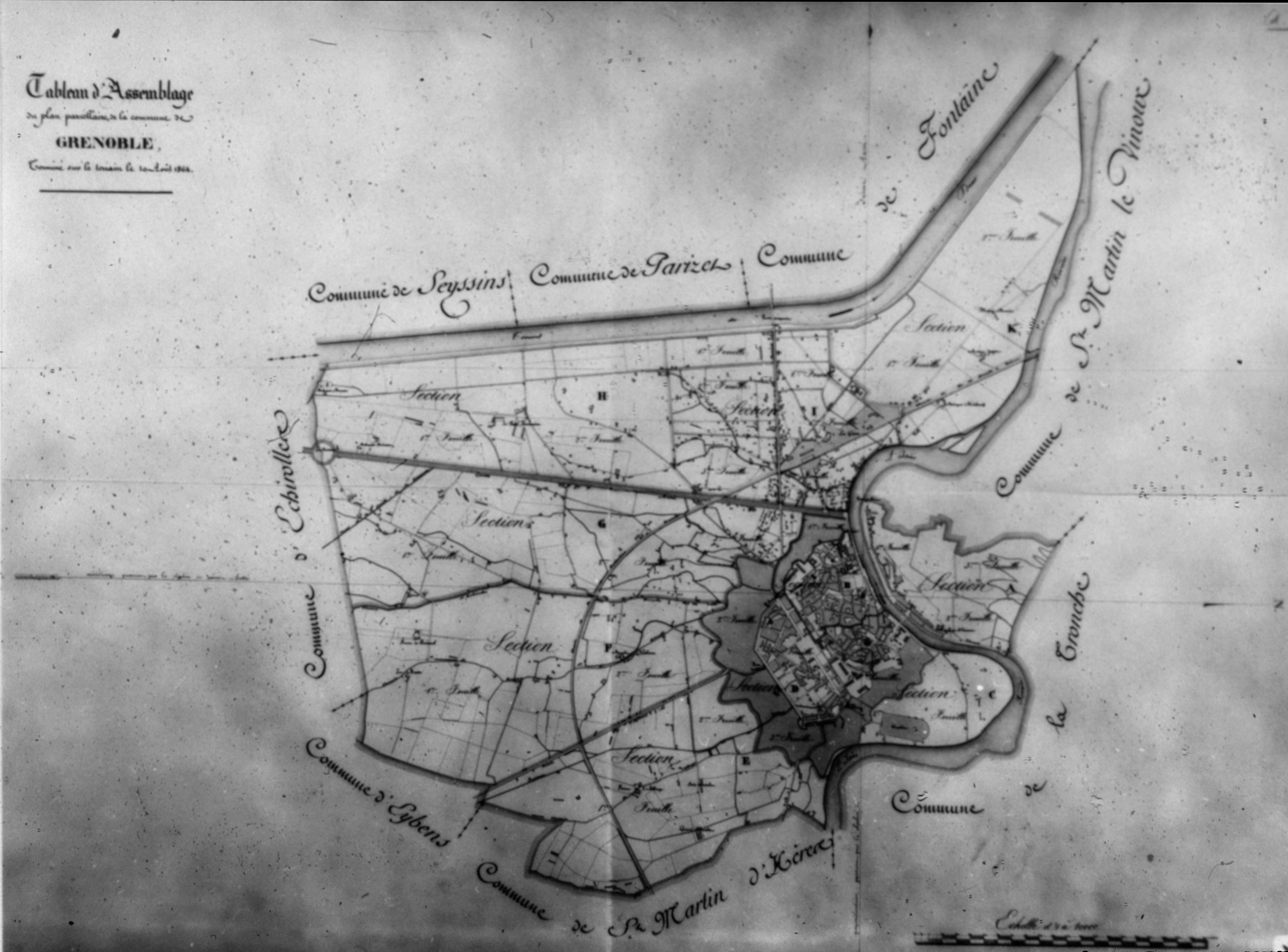
En 1864 : extension Haxo et arrivée du chemin de fer.

Ce n’est que dans la seconde partie du XIXe siècle que la morphologie de Grenoble, puis de l’agglomération va se transformer profondément. Une première fois, entre 1832 et 1836 avec la création d’une nouvelle enceinte fortifiée, l'enceinte Haxo qui ajoute un rectangle de 50 hectares au sud de la ville ancienne, doublant quasiment la surface urbanisable. Surface qui enferme dans la ville les faubourgs Très-Cloitres et Saint-Joseph, mais qui accueille progressivement une urbanisation radicalement différente de la ville ancienne : un quadrillage régulier d’avenues autour de d'une place  dont les quatre côtés voient se bâtir les édifices symboles  de l’importance croissante de Grenoble : le cercle militaire (initialement École d'artillerie) en 1858, et l’hôtel de la Division en 1862, l'hôtel de préfecture en 1866, le musée-bibliothèque de Grenoble en 1870, puis le palais de l’Université de 1875 à 1879 et enfin l'hôtel particulier du banquier Nicolet en 1885 qui ferme la place et qui deviendra en 1972 le Tribunal administratif de Grenoble. Des immeubles de rapport, de 5 ou 6 étages, à l’architecture relativement austère, se construisent progressivement le long des nouvelles avenues. La construction de quais met la ville à l’abri des inondations, tandis que la construction d’un second pont en 1839 (futur pont Marius-Gontard) facilite la liaison entre les deux rives.

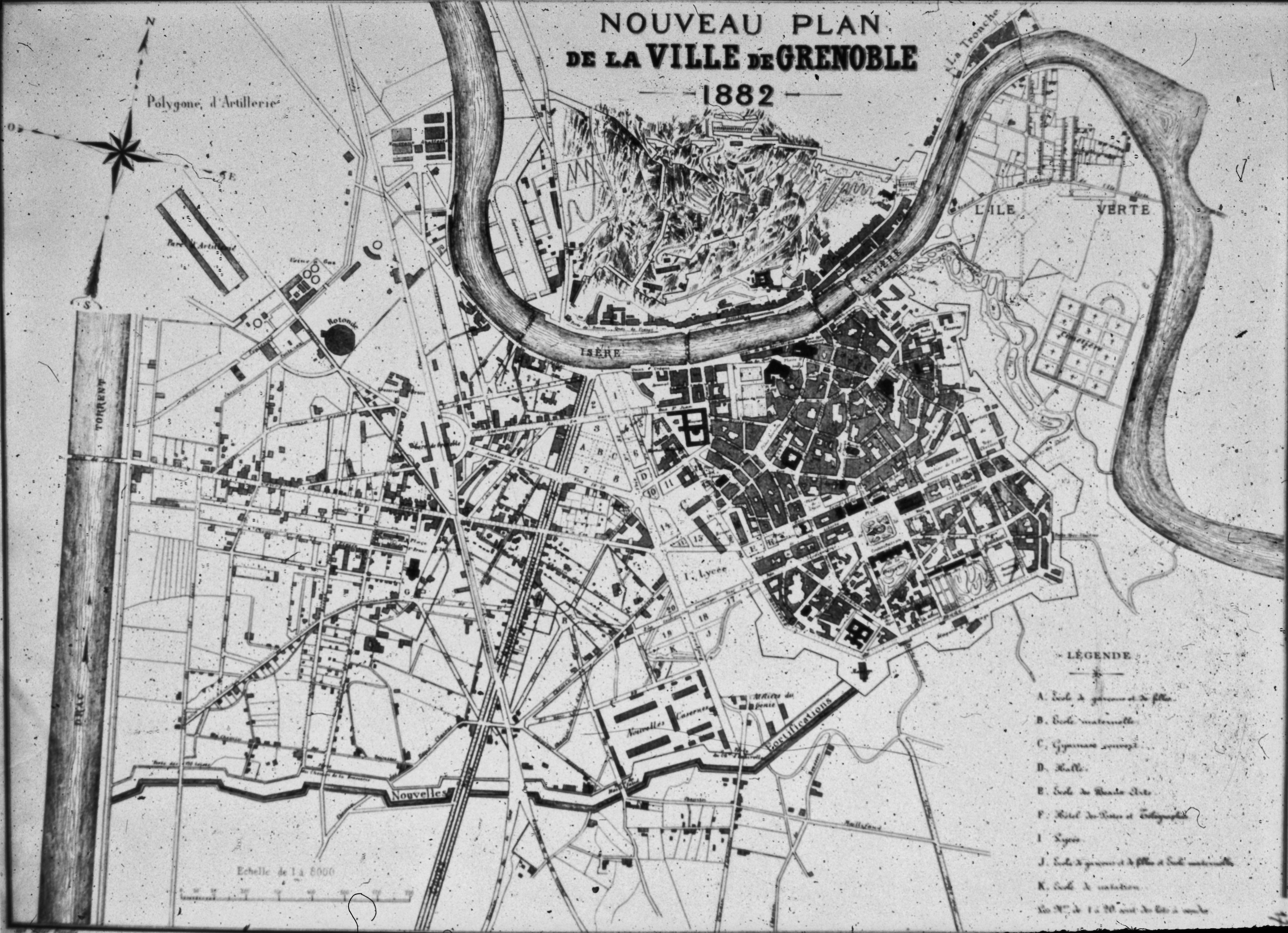
1882 : les fortifications et le quartier Berriat à gauche.

La création d’un pont suspendu sur le Drac au bout du « chemin planté du Drac  » (l'actuel Cours Berriat) en 1840, puis, en 1858, l’arrivée du chemin de fer, dont l'emplacement du terminus fut fixé, par un arrêté ministériel du 24 septembre 1856, en dehors de l’enceinte, entraîne la création du quartier Berriat, quartier d’ateliers et d’habitat ouvrier hors les murs, situé le long d’un réseau de voies résultant autant du parcellaire que d’un essai de tracé régulier. La physionomie architecturale de ce nouveau quartier, faite de bâtiments utilitaires  modestes voire précaires, tranche autant sur celle de la vieille ville que sur celle du quartier de la préfecture. Cette urbanisation commence à déborder au débouché du pont, de l’autre côté du Drac, sur la commune de Fontaine, le long de la route qui suit l’Isère en rive gauche jusqu’à Romans.
La croissance de l’activité industrielle et de la population entraîne le renforcement de l’urbanisation qui déborde des remparts ; mais Grenoble est une ville frontière considérée comme une place forte, et ce sont les fortifications qui sont en partie déplacées après la guerre de 1870. C'est pourquoi, après avoir projeté une nouvelle enceinte englobant le nouveau quartier jusqu’au Drac, on préféra construire une ceinture de forts autour de Grenoble. De ce fait, l’espace occupé par l’ancienne enceinte Ouest devint disponible. Situé entre la ville ancienne et les quartiers ouvriers, fut édifié, à partir de la dernière décennie du XIXe siècle, un nouveau centre sur un tracé aussi régulier que le permit la forme triangulaire du terrain libéré. Issues d’une place centrale (Victor-Hugo), des avenues bordées d’immeubles de style « haussmannien » assurent une relative soudure entre les urbanisations précédentes. Deux boulevards orientés nord-sud sont créés, le boulevard Gambetta et le boulevard de Bonne qui prendra plus tard les noms d'Édouard Rey et d'Agutte-Sembat. En outre, ce réseau va rejoindre la gare avec la création de l'avenue Alsace-Lorraine baptisée en 1888.

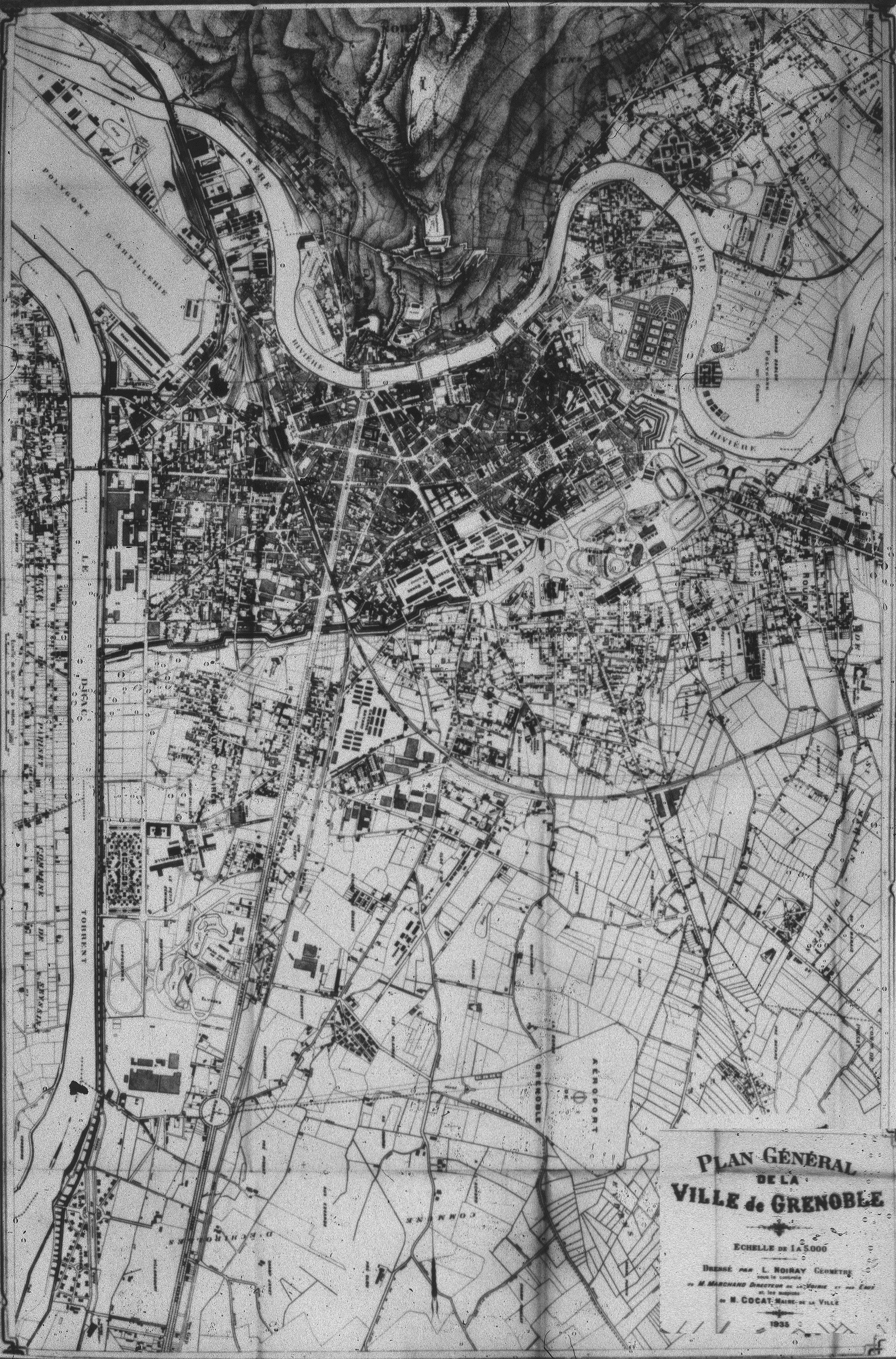
Grenoble en 1935 : la Viscose, le polygone d'artillerie.

Un nouveau pont sur l’Isère et les routes menant vers Gap, Briançon ou Chambéry par la rive gauche de l’Isère, desservant au passage les villages qui, eux aussi, accueillent de nouvelles activités et une population croissante. La circulation est-ouest restant difficile à travers la vieille ville, celle–ci est éventrée par de nouvelles avenues qui relient les places anciennes (Grenette, Sainte-Claire, Notre-Dame), avant de se poursuivre hors les murs vers les communes du Grésivaudan, dont les plus proches de Grenoble, La Tronche, Saint Martin d’Hères, accueillent  un surcroît de population, résidentielle ou ouvrière selon les cas. La création d’un réseau de transports en commun durant les dernières années du XIXe siècle n’affecte pas la morphologie urbaine, les tramways empruntant les rues existantes ; ce réseau se prolonge à l’extérieur de la ville.
La poursuite du développement industriel et démographique entraîne l’amorce de nouveaux quartiers au sud des fortifications (la Bajatière, les Eaux-Claires...) et sur les communes mitoyennes, dont les noyaux ruraux, restés sur les coteaux, sont séparés des nouvelles urbanisations. Mais les fortifications et la gêne qu’elles constituent demeureront bien après la première guerre mondiale, démontrant dans cette période leur inutilité. C'est grâce à un événement voulu par la municipalité grenobloise, sous l'impulsion du maire Paul Mistral, l’exposition internationale de la houille blanche et du tourisme de 1925, que peut s’amorcer leur disparition. S’appuyant sur un « Plan d’extension et d’embellissement », pour la première fois étudié à l’échelle de l’agglomération, la suppression des fortifications va permettre la création d’une artère est-ouest (les « grands boulevards »), reliant les différentes voies nord-sud  et amorçant  un vaste quadrillage  dans les communes de la « cuvette » qui s’urbanisent au gré des nouvelles implantations industrielles. Ces années de l’entre deux guerres sont aussi celles de la construction de logements sociaux sous forme de grands ensembles répartis dans les différents quartiers de Grenoble, et de quelques cités d’entreprise dans les communes mitoyennes.

### L’expansion de la deuxième moitié duXXesiècle
L’après seconde guerre mondiale accélère le développement : Grenoble et les communes périphériques tendent à ne plus former qu’une seule urbanisation, encore ponctuée, il est vrai, de nombreux espaces non bâtis. Quelques grandes « cités » de logements sociaux, dans plusieurs communes, répondent partiellement à la demande croissante. Mais les quartiers qui se construisent alors, qu’ils soient  à Grenoble ou dans les communes  de la « cuvette », ne constituent la plupart du temps qu’un ensemble  disparate de lotissements pavillonnaires et d’immeubles, sur des plans de voirie sommaires, constamment modifiés ... De même, face au développement universitaire, un campus qui regroupe la plupart des établissements est créé sur un des espaces encore libres dans une boucle de l'Isère, sans réel souci d'une liaison urbaine. La morphologie  de l’agglomération, faite d’un patchwork de voies, de grands équipements, d’activités et  de constructions résidentielles, devient peu lisible ...
Dans le même temps les noyaux urbains anciens, surtout à Grenoble, se dégradent.
Il faut attendre le début des années 1960, pour que commencent à être élaborés des Plans d’Urbanisme pour l’ensemble de l’agglomération, non sans difficulté entre les communes et l’État. Mais, à l’occasion de la préparation des Xe Jeux Olympiques d’hiver en 1968, un accord minimal se fait pour la réalisation d’infrastructures  routières et ferrées susceptibles de  donner une ossature plus lisible à l’urbanisation d’ensemble. Poursuivant cet effort, les communes s’organisent politiquement dans un syndicat intercommunal d’aménagement, et techniquement avec la création d’une Agence d'urbanisme : un nouveau Schéma Directeur pour l’urbanisation de la région urbaine, élaboré dès 1968, est approuvé en 1973.

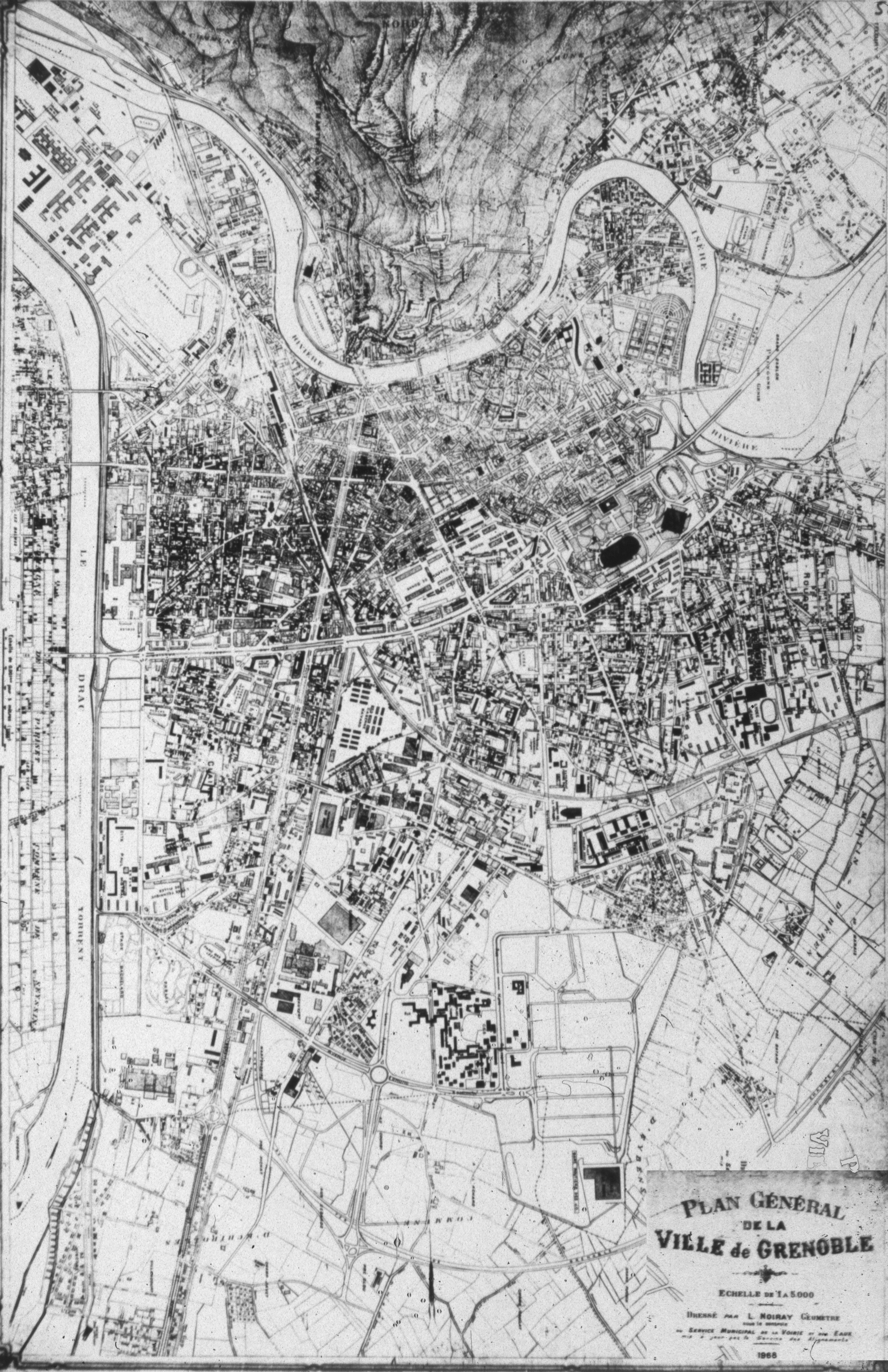
Grenoble en 1968, année des jeux olympiques d'hiver

L’urbanisation se poursuit, globalement dans le cadre du Schéma Directeur, en général par des opérations concertées de plusieurs centaines, voire milliers de logements, avec leurs équipements résidentiels. Ces opérations sont plus ou moins bien reliées aux urbanisations existantes, mais dans tous les cas, en diffèrent profondément par leur architecture. Des zones industrielles voient le jour dans la plupart des communes et des grands équipements d’agglomération accueillant de nouvelles fonctions (la grande distribution commerciale entre autres...) sont répartis  aux débouchés des grandes voies  autoroutières qui relient Grenoble aux  régions voisines. Un « centre secondaire », destiné à  fournir aux quartiers sud de l’agglomération un ensemble de services et d’accueillir  des équipements qui ne peuvent trouver place dans le centre ancien, est réalisé  dans une urbanisation concertée entre Grenoble et Échirolles : la Villeneuve. Sa morphologie urbaine, pour différente  qu’elle soit entre les quartiers, reflète un renouveau urbain et architectural, fondé sur les principes de la Charte d'Athènes.
Dans les années 1960/70, les « vieux quartiers »  grenoblois entament leur réhabilitation. Après un essai d’inscription d’une architecture nouvelle dans l’ancienne trame urbaine, (République, la Mutualité...) qui n’est pas concluante, la rénovation   respecte  la morphologie urbaine existante tout en renouvelant l’architecture. C’est un travail de longue haleine, qui souffrira de plusieurs interruptions. De même sont engagées des réhabilitations ponctuelles dans  les quartiers  du XIXe siècle et les noyaux urbains anciens des communes périphériques.
Face à l’augmentation  de la circulation automobile, le réseau de transport en commun, obsolète, est  renouvelé dès le début des années 1970. L’amorce, au milieu des années 1980, d’un réseau de tramway d’agglomération  conforte  l’utilisation de ce mode de transport. La création de ces lignes suscitent un renouvellement du tissu urbain dans les  quartiers traversés, qu’il s’agisse des vieux quartiers grenoblois  ou des communes traversées.
Dans la dernière décennie du XXe siècle, la création d’un centre d’affaires à proximité de la gare met en difficulté l’achèvement des projets de centres secondaires de l’agglomération aux  débouchés des autoroutes d’accès à Grenoble.  Son confortement en quartier d’habitation (Europole), entraîne  un renouvellement architectural des quartiers voisins, sans en modifier la trame  urbaine, et induit un développement  des fonctions centrales vers l’ouest (palais de justice, université...).
Le renouveau du centre ancien grenoblois et son extension à l’ouest s’accompagnent de la création de centres nouveaux  ou de réaménagements des centres anciens dans les communes de l’agglomération dont la population  ne pouvait  être desservie par les équipements des noyaux communaux existants. Très variés dans leur morphologie  et leur architecture, plus ou moins bien raccordés à la trame viaire de l’agglomération, ils servent également à affirmer  le renforcement des identités communales, malgré la création d’une communauté d'agglomération Grenoble Alpes Métropole.

## La notion de quartier
S’il est, dans le vocabulaire urbain, une notion polysémique, c’est bien celle de « quartiers ». Évoquant tantôt l’histoire (les « vieux quartiers »), tantôt la sociologie (les « quartiers chauds »), parfois la forme urbaine et l’architecture (les « quartiers haussmanniens »), ou même le découpage administratif (les arrondissements des grandes villes sont découpés en quartiers), on ne sait quelle approche privilégier pour définir ces portions de territoire qui forment la ville.
Grenoble n’échappe pas à cette hésitation, au contraire ; puisqu’à Grenoble, avec les « Unions de quartier » une approche de  démocratie locale s’y ajoute.

### Unions de quartier et secteurs
Dans les années 1920,  période de forte croissance démographique, les habitants des secteurs périphériques (alors en dehors de l’enceinte militaire), s’organisent pour réclamer aux autorités municipales la viabilité, les réseaux et les équipements dont bénéficiaient les secteurs plus anciennement urbanisés. Les « Unions de quartier » sont des associations dont les responsables sont élus par ceux des habitants qui en font partie, sans condition autre que d’habiter un secteur qui se définit lui-même comme ayant des besoins  communs.

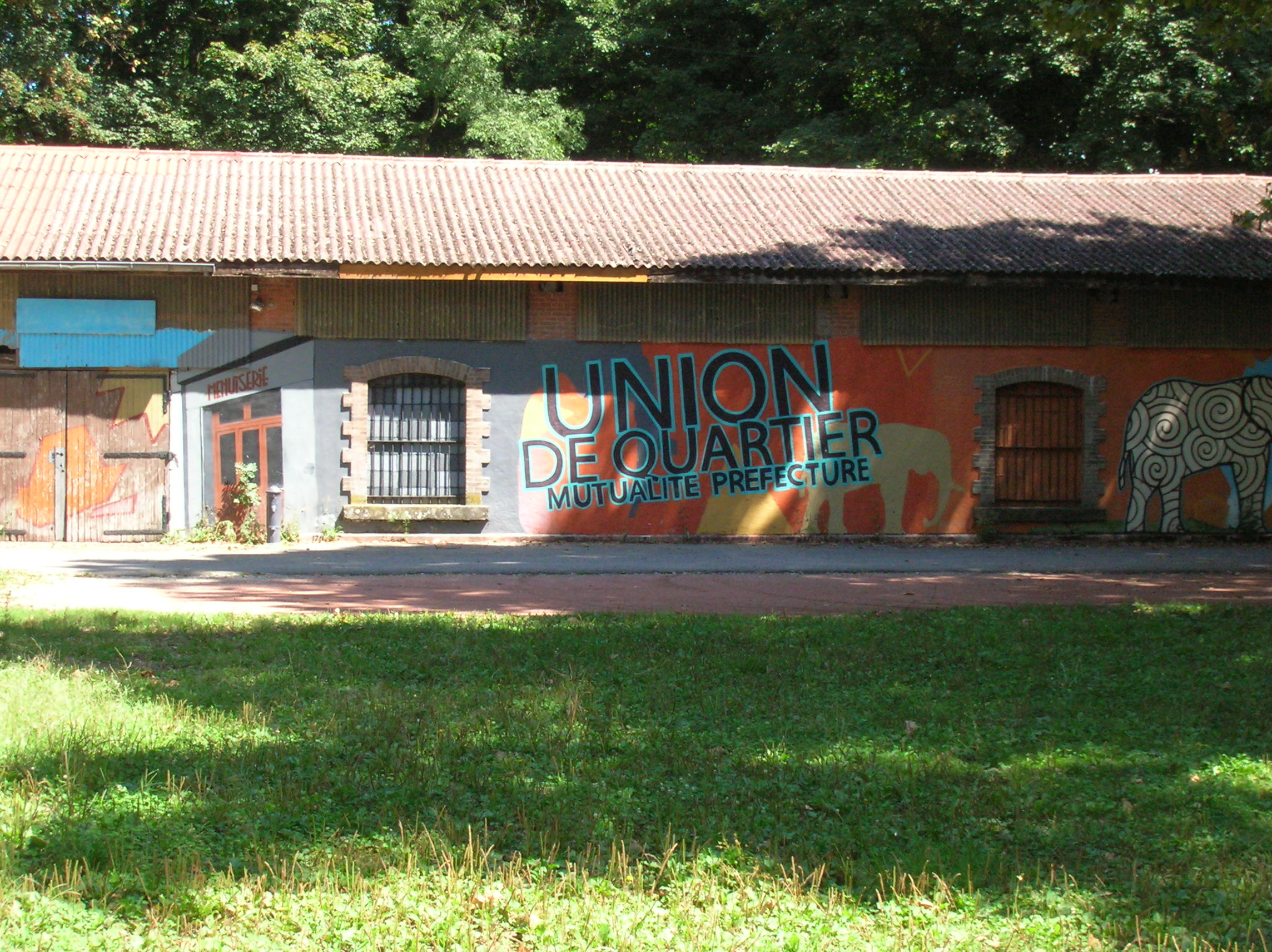
Le bâtiment abritant l'Union de quartier Mutualité Préfecture.

Ces Unions de quartier, aujourd’hui au nombre de 22, ne se sont pas constituées dans la foulée des premières revendications ; certaines ne datent que des années 1960, et plus tard même pour celles  qui représentent des quartiers entièrement neufs, construits depuis.
Elles n’ont pas non plus toujours eu le même poids vis-à-vis des autorités municipales : il a fallu attendre la fin des années 1960, et la création de groupe d'action municipale, pour que, dans la première municipalité Dubedout, il y ait un adjoint spécifiquement chargé de la liaison avec elles. Depuis leur rôle « représentatif » demeure, variable selon les municipalités et leur dynamisme propre.
Dans les années 1970, la ville a été découpée, pour la décentralisation des services municipaux en 6 Secteurs, regroupant tantôt trois tantôt sept Unions de quartier, selon leur taille. Les Secteurs  sont dotés d’un Conseil consultatif  et d’un élu référent au Conseil municipal.
Il n’y a donc ni unité historique ni unité sociologique et pourtant, dans l’approche quotidienne, chaque « quartier » a  une spécificité. Ou, dans certains cas a eu, car cette spécificité évolue avec l’urbanisation : la reconstruction de la ville sur elle-même  a certes des limites, mais l’introduction d’immeubles dans  un secteur de villas change la morphologie urbaine et souvent la sociologie.

### Les vieux quartiers
De part et d’autre de l’Isère : Saint-Laurent, Notre-Dame, Centre-ville : le noyau historique.
Le premier, serré entre la rivière et la montagne, n’offre guère qu’un quai ouvert au sud, partiellement doublé par une rue étroite. Les bâtiments historiques, musée, fortifications  se sont retirés sur les premiers contreforts.  Les immeubles sont anciens, récemment encore habités par une population modeste qui tend à être rajeunie, en même temps que les bâtiments,  par des groupes sociaux plus aisés.
Les deux autres, qui se présentent sous forme d’un dédale de petites rues et de places  bordées d’immeubles parfois très anciens, accueillent  nombre de commerces et la plupart des bâtiments historiques grenoblois : la cathédrale, l’ancien palais de justice, une église collégiale, et quelques hôtels particuliers. 
Anciens quartiers de la bourgeoisie, ils ont connu avec le départ de celle-ci  au cours du XXe siècle une affluence de travailleurs immigrés puis de classes moyennes-aisées, qui assure aujourd’hui une juxtaposition de populations différentes selon des petits secteurs bien délimités.

### Les quartiers duXIXesiècle
Ils forment, au moins à l’origine, trois groupes distincts : administratifs, bourgeois, ouvriers.
Le premier, autour de la Préfecture, accueille, le long de rues tracées au cordeau, les bâtiments officiels du savoir et du pouvoir et de beaux mais austères immeubles d’habitation. Sa frange populaire et artisanale, la Mutualité, a été remplacée dans les années 1970 par des immeubles et des bureaux  de bonne allure. Les populations y sont plus mélangées que le laisserait imaginer le standing des façades des immeubles.
Le second, comblant l’espace des fortifications supprimées entre la vieille ville et la gare, offre autour des grandes avenues rectilignes et des places plantées chères au XIXe siècle finissant, toutes les variétés d’immeubles, de l’austérité relative du second Empire à l’exubérance de la Belle Époque, Il reste le lieu d’élection des commerces de luxe et de la promenade urbaine. Quartier bourgeois à l’origine, il l’est resté. Ses franges présentent les mêmes caractéristiques, en plus modeste.
Le troisième, Berriat, nettement séparé du précédent par la voie ferrée longtemps quasi infranchissable, présentait encore il y a quelques décennies le désordre urbain habituel des quartiers où s’entremêlent usines, entrepôts, modestes immeubles à loyers et pauvres villas ouvrières. À ce désordre urbain était souvent associé, du point de vue des beaux quartiers, une réputation de désordre social. La disparition progressive des usines et des ateliers, remplacés par des immeubles de bon  standing, et la Rénovation Urbaine engagée dans les années 1970, ont modifié sensiblement sa morphologie et, corollaire de l’évolution industrielle, sa sociologie.
Un quartier neuf, Europole, greffé à sa périphérie, domaine du secteur tertiaire et des institutions de recherche, accentue cette mutation qui n’en est pas pour autant terminée. 
Prolongement de ce secteur : la « presqu’île » entre Drac et Isère appelée Polygone scientifique. Autrefois terrain militaire, elle accueille depuis plusieurs décennies usines, centres de recherche et quelques groupes d’immeubles. Elle fait aujourd'hui l’objet d’un projet d’aménagement ambitieux.

### Les quartiers de l’expansion
Juste au nord de l'enceinte de 1871, les terrains ont été urbanisées un peu plus tard que les grandes avenues (Cours Jean Jaurès et Avenue Alsace-Lorraine), et généralement après la Grande Guerre. L'architecture y est donc souvent plus récente que dans les quartiers du XIXe (Art déco, modernité classique). On peut notamment citer le quartier Championnet, classé Patrimoine du XXe siècle, Il faisait partie du Plan d'aménagement de Jaussely, demandé par Paul Mistral, et qui fut la seule vraie opération d'urbanisme de Grenoble jusqu'à la Villeneuve, en 1965.
Longtemps corsetée dans ses fortifications, Grenoble ne s’en est vraiment libérée que durant l’entre-deux-guerres. Les remparts sud disparaissent entre 1925 et 1938, remplacés par l'avenue monumentale que forment les Grands Boulevards. Au sud, plusieurs quartiers, la Bajatière, Abbaye-Jouhaux, la Capuche, les Eaux-claires, se sont progressivement urbanisés certains plus résidentiels que d’autres qui ont accueilli des activités industrielles. 
Lieux d’élection des premières cités d’H.B.M. et des petites rues bordées de villas, ces quartiers n’ont connu de transformations qu’avec le départ récent de la plupart des industries, remplacées par des immeubles résidentiels,  et les réhabilitations des anciennes cités HBM. Quelques avenues canalisent l’essentiel de la circulation vers le centre et l’animation commerciale. En dehors de ces avenues l’ambiance  reste  populaire ou « petite-bourgeoise » selon les ilots. Les jardins privés comme les plantations des « cités », donnent une impression de paysage vert, tranchant avec les quartiers situés au nord des anciennes fortifications.
Peut être rattaché à ce  groupe, au moins par sa formation et son urbanisme sinon par sa sociologie,  le quartier de l’Île Verte. À l’extrême nord-est de la ville, enserré dans une boucle de l’Isère, il doit à sa proximité du centre ville d’accueillir depuis quelques décennies des immeubles résidentiels qui remplacent progressivement villas et ateliers.

### Le Sud
Une voie ferrée, qui n’existe plus mais a été convertie en majeure partie en promenade, séparait les quartiers de l’expansion du vrai sud grenoblois. Celui-ci, resté quasi vierge d’urbanisation jusqu’aux années 1960, était déjà entouré par l’urbanisation des communes voisines mais constituait une réserve foncière où se sont bâtis, en un demi-siècle, plusieurs quartiers : Teisseire, les Alliés-Alpins, Eaux-Claires-Mistral, Malherbe et la Villeneuve. Chacun d’eux est caractéristique de la période de construction comme des volontés municipales d’urbanisation.
Les premiers répondent aux énormes besoins de logement du début des Trente Glorieuses : immeubles d’architecture simple, parfois à la limite de l’indigence, mais heureusement dans des espaces plantés généreux et dotés des équipements collectifs compensant leur éloignement du centre ville.
Les derniers correspondent à la période des Jeux olympiques d'hiver de 1968 et à un renouveau de la réflexion municipale sur l’urbanisation. Pour être différents par la forme urbaine et l’architecture, le Village Olympique, l’Arlequin, les Baladins et, aujourd’hui encore en cours, Vigny-Musset, n’en constituent pas moins l’illustration des principes de la Charte d'Athènes] : immeubles – espaces verts - séparation des circulations - équipements collectifs nombreux ; s’y ajoute la volonté d’y introduire des activités  industrielles et tertiaires pour rompre la mono-fonctionnalité habituelle de ces nouveaux ensembles urbains.
Des lotissements de villas, suffisamment vastes pour ne pas paraître  enclavés, séparent ces « ensembles », dont  la Rénovation Urbaine en cours modifie l’aspect, à défaut de pouvoir en diversifier le peuplement, qui reste majoritairement populaire.

### Grenoble et l’agglomération
Il ne serait pas exact de terminer ce rapide panorama des quartiers grenoblois sans dire qu’ils ne sont plus séparés des quartiers des communes périphériques, sauf à l’ouest par la mince coupure du Drac. Il est parfois difficile, sur le terrain, de voir la séparation entre Grenoble et  Saint-Martin-le-Vinoux au nord-ouest, Échirolles et Eybens au sud, La Tronche, Saint-Martin-d'Hères à l’est.

## Quartiers grenoblois

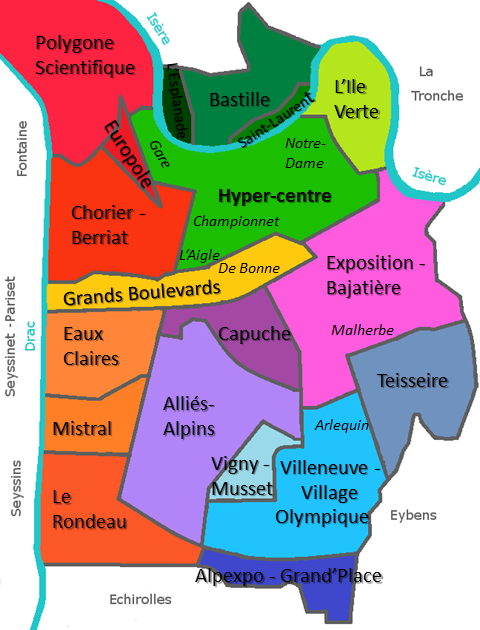
Plan des quartiers de Grenoble

Grenoble comprend au total vingt-deux quartiers, parmi lesquels, on peut citer :

### Le centre-ville

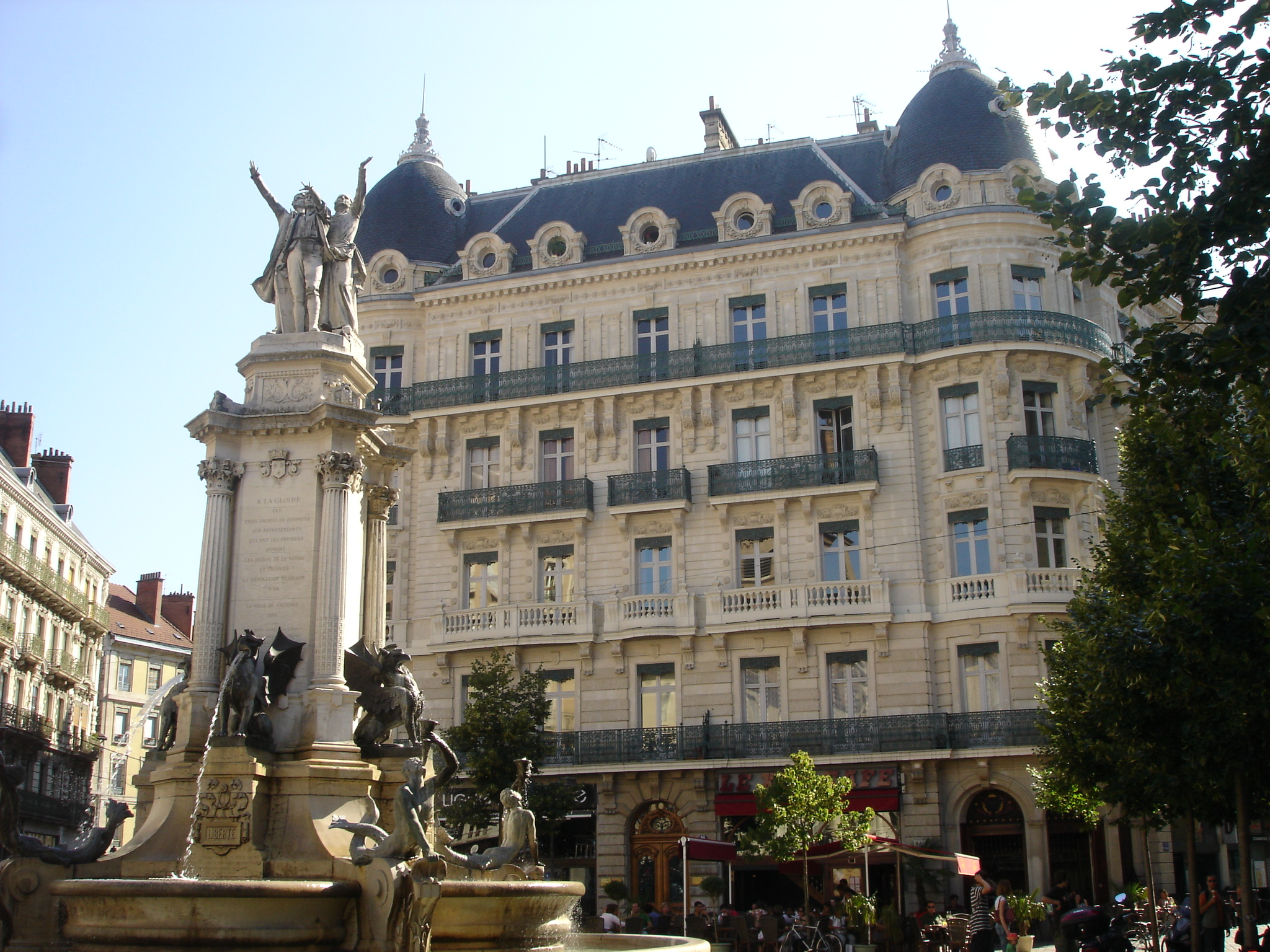
Fontaine des Trois-Ordres, place Notre-Dame.

Il s'étend de la gare SNCF et routière jusqu’à l'Île Verte en passant par le centre historique (du XVIe au XVIIIe siècle). Verticalement, il part de la Bastille jusqu'aux grands boulevards. Il  réunit à lui seul un bon nombre de quartiers : Aigle, Mutualité, Championnet, Victor-Hugo-Grenette (Hyper-centre), Saint Laurent, Notre-Dame, Philippeville. On peut y découvrir les quais de l'Isère, la Bastille, la place Notre-Dame, la place Victor-Hugo (XIXe siècle), la place Grenette, la place de Verdun, la place Saint-André, le Jardin de Ville mais également des bâtiments architecturaux représentatifs du XXe siècle, l'Hôtel de Ville, le parc Mistral et l'urbanisation proche du secteur de l'Île Verte (qui ne fait pas partie du centre).
L'Hyper-centre, est le nom donné à la zone qui réunit les places Notre-Dame, Grenette, Victor-Hugo, Dr Martin, Verdun ainsi que la suite de boulevards Jean Pain - Lyautey - Agutte Sembat - Édouard-Rey. Cet endroit représente le point phare de la ville. Même si les commerces sont concentrés dans la totalité du centre-ville, c'est l'Hyper-centre qui est le plus en mouvement, et dont la circulation devient très difficile aux heures de pointes, la politique de la ville étant de limiter l'accès aux véhicules. Toutes les lignes de bus de Grenoble y sont reliées et le tramway y est très présent.

### L'Île Verte

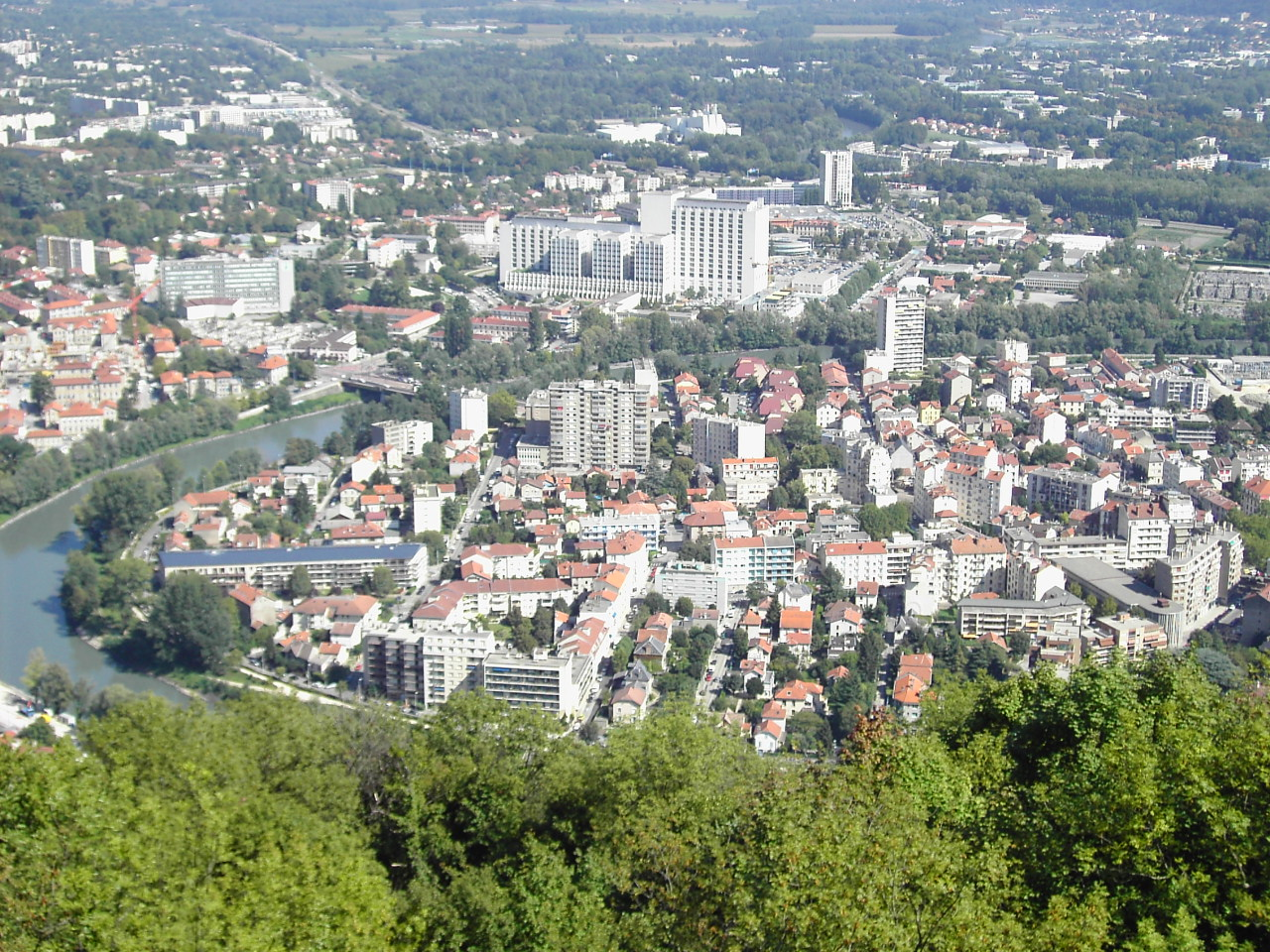
Quartier de l'Île Verte.

Ce quartier excentré est situé au Nord-Est du centre ville, mais indépendant de celui-ci. Son nom vient du fait qu'il est entièrement enserré dans un méandre de l'Isère.
On y découvre les trois plus hautes constructions de la ville dénommées les « Trois tours » mesurant chacune 98 mètres de hauteur (sans compter l'antenne de la tour Belledonne) ainsi que le « S », un long immeuble de la forme de la lettre situé près des Trois tours. L'avenue Maréchal-Randon qui mène au CHU de Grenoble situé sur la commune de La Tronche, par le pont de l'Île Verte, sépare ce quartier en deux parties et est empruntée par la ligne B du tramway de Grenoble.

### Chorier-Berriat
Également appelé Saint-Bruno en référence au nom de l'église du quartier, cet ancien quartier ouvrier est situé à l'ouest de la ville. Il est bordé par le Drac à l'ouest et par le quartier des Eaux-Claires au sud. Il reste séparé des autres quartiers de Grenoble par la ligne de chemin de fer Grenoble-Montmélian. Ce quartier abrite Le Magasin, Centre national d'art contemporain. 1er centre d'art français installé dans une friche industrielle (sa halle a été construite par les ateliers Eiffel pour l'exposition universelle de Paris de 1900), il propose des expositions temporaires. On y trouve aussi le Théâtre 145, l'ADAEP, etc. Deux marchés importants se déroulent dans ce quartier : celui de la place Saint-Bruno et celui de l'estacade. Le premier est cosmopolite, le second réservé à l'alimentation. Une partie est réservée aux producteurs locaux. Le cours Berriat qui traverse le quartier est emprunté par la ligne A du tramway de Grenoble et par la ligne B à partir de l'intersection cours Berriat / rue Abbé Grégoire. 
Ses principaux parcs publics sont le square des fusillés, situé cours Berriat, le parc Marliave, situé rue Marx Dormoy et le parc Paul-Valérien Perrin, situé rue de New-York.

### Europole

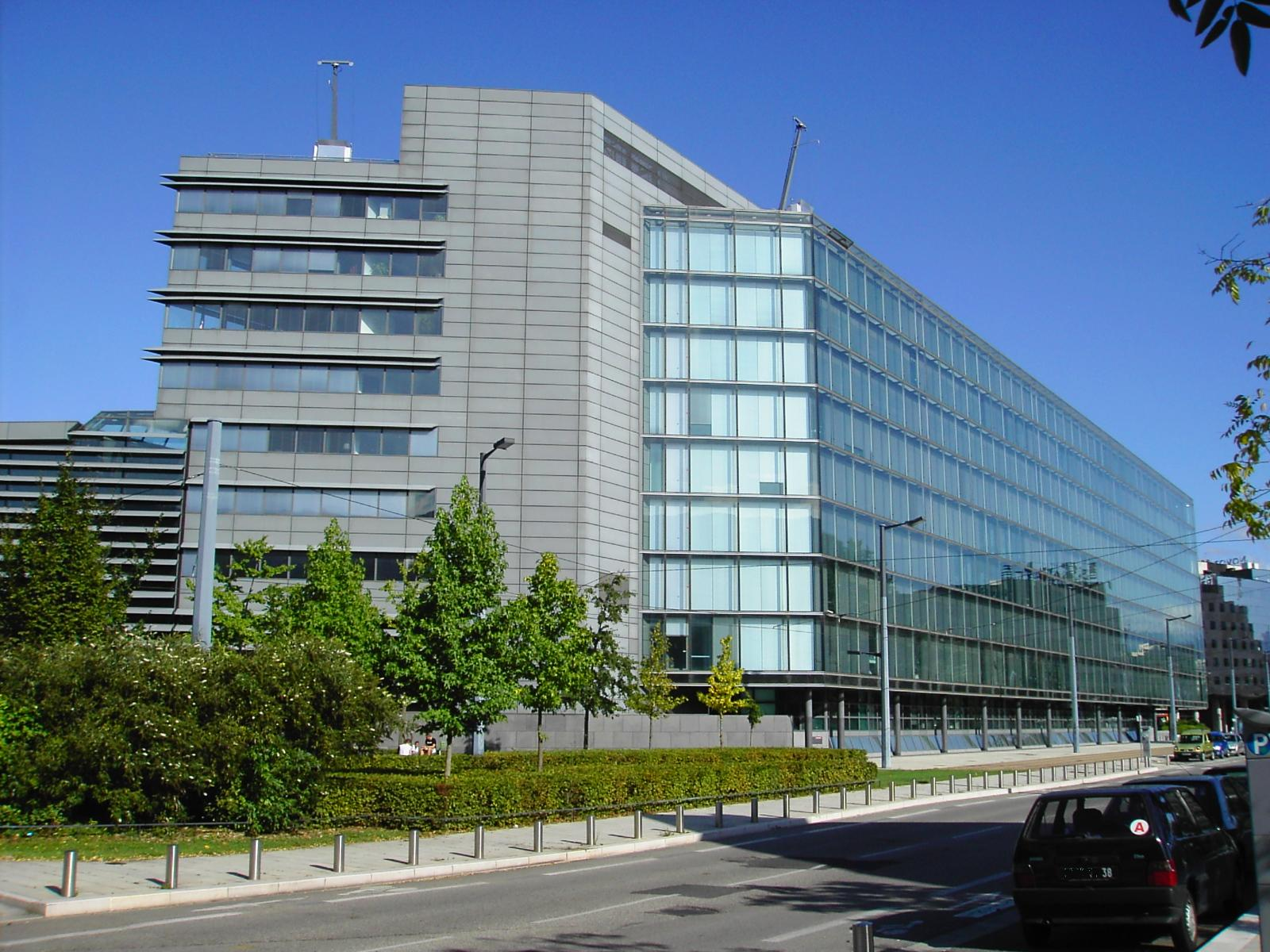
Le palais de justice

Situé à l'Ouest du centre-ville, derrière la gare SNCF et la gare routière, Europole est le quartier d'affaires de l'agglomération grenobloise. Il fut lancé au milieu des années 1980 sous l'impulsion d'Alain Carignon grâce à la démolition de la Brasserie de la Frise et la suppression de la gare de marchandises. Il abrite le centre de congrès du World Trade center Grenoble, le nouveau palais de Justice, la cité scolaire internationale, l'école de commerce de Grenoble ainsi que de nombreux sièges d'entreprises dont Schneider Electric. Le nouveau pôle Minatec (micro et nanotechnologies) se trouve à proximité et fait le lien entre Europole et le Polygone scientifique situé dans la Presqu'île.

### LaPresqu'île
La Presqu'île, au confluent du Drac et de l'Isère, au Nord-Ouest d'Europole, abrite en grande partie le Polygone scientifique de Grenoble. Celui-ci comprend tout un domaine de recherches à la fois privées et publiques qui représente près de 10 000 salariés. On peut citer notamment le CEA, le CNRS, l'ESRF (Synchrotron), l'ILL, l'EMBL ou encore STMicroelectronics, Schneider Electric, Biomérieux, Clinatec, Minatec, le centre européen des nanotechnologies. Le centre lié à l'efficacité énergétique GreEn-ER s'y est installé en septembre 2015[réf. souhaitée].
Depuis le milieu des années 2010, il s'agit d'un secteur en pleine refondation avec la construction de nouveaux types de logements, l'installations d'entreprises et l’arrivée d'espaces de commerce, créant ainsi un quartier à part entière.

### Les Grands boulevards

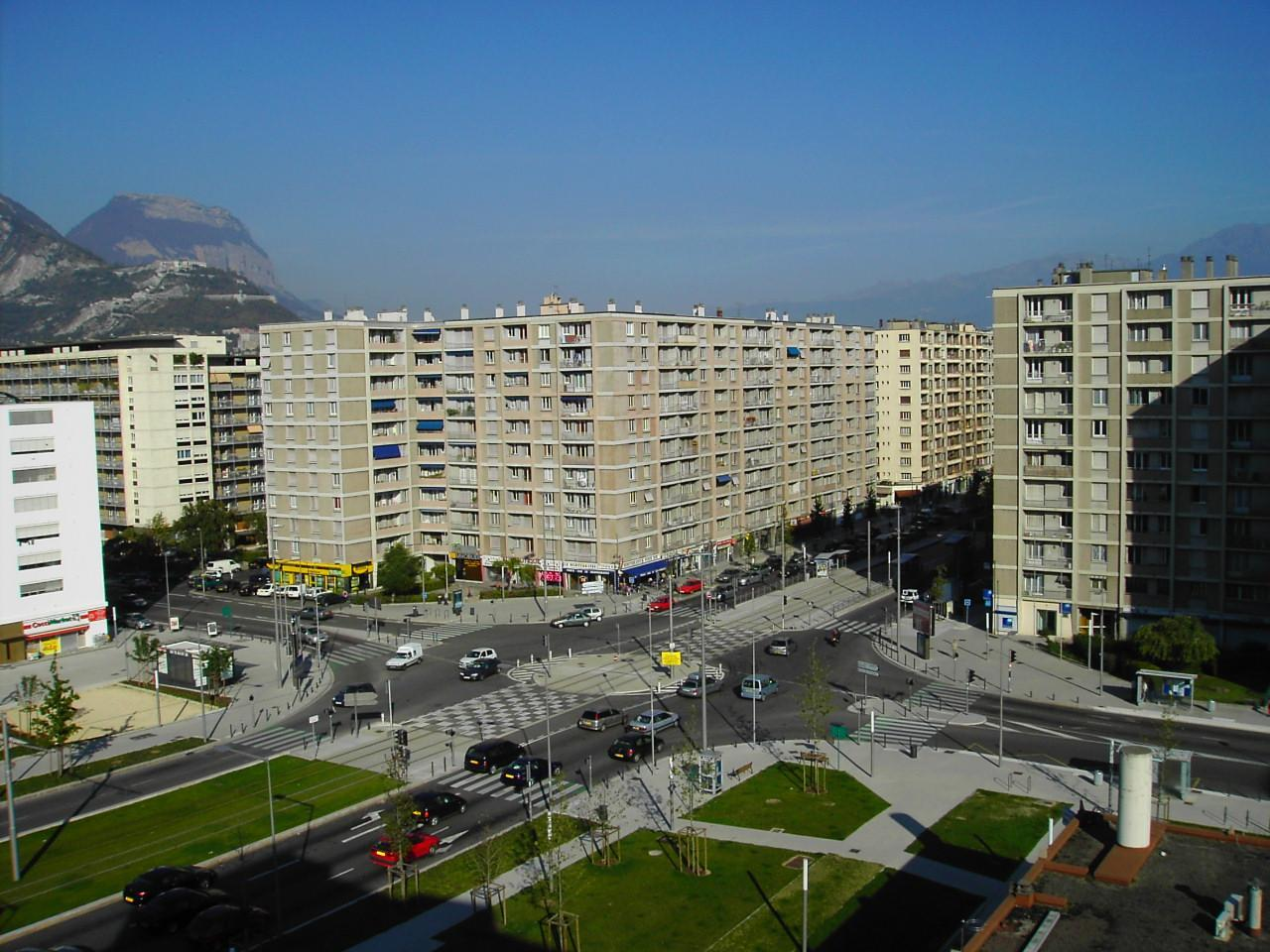
Porte du Drac, boulevard Joseph Vallier

Il s'agit d'une des plus grandes artères urbaines de Grenoble. Ils furent aménagés à l'emplacement des anciens remparts Sud et traversent Grenoble d'Ouest en Est (du Drac au parc Paul-Mistral) par le boulevard Joseph Vallier, le boulevard du Maréchal-Foch, la place Gustave-Rivet, le boulevard du Maréchal-Joffre, la place Pasteur et la place Paul-Mistral. Les immeubles des grands boulevards ont commencé à être construits dans les années 1920 et jusque dans les années 1970 mais la plupart datent des années 1950-60. À l'occasion de la construction de la ligne C du tramway qui dessert les grands boulevards, la voirie a été entièrement réaménagée et les immeubles ravalés. Les grands boulevards et le projet urbain de la caserne de Bonne toute proche ont été sélectionnés par l'Union européenne comme lieu pilote et lieu d'étude sur l'habitat écologique.

### Exposition-Bajatière
Initialement terrain de l'armée dans la zone de servitude militaire, ce quartier est devenu pavillonnaire à la fin du XIXe siècle et a englobé à partir de 1925 le périmètre du parc Paul-Mistral grâce au maire de l'époque, Paul Mistral qui a organisé l'exposition internationale de la houille blanche. Ce parc abrite aujourd'hui l'Hôtel de Ville, la tour Perret d'une hauteur de quatre-vingts mètres ainsi qu'un grand complexe sportif composé du Palais des sports de Grenoble, du stade des Alpes, de la halle Clemenceau et de l'anneau de vitesse. Il se situe à l'Est du centre-ville.

### Les quartiers sud
Les quartiers populaires de la ville s'étendent sur toute sa partie sud. Les secteurs du Village Olympique et de la Villeneuve (Arlequin, Baladins) sont classés en Zone Franche Urbaine. Les secteurs Mistral (et son espace Bachelard, proche du Rondeau), Abbaye, Jouhaux sont classés quartiers prioritaires.
Le quartier de la Villeneuve est un grand ensemble construit avec une ambition de mixité sociale, à l'époque où la ville était dirigée par Hubert Dubedout. Des locataires et des propriétaires de leur logement y sont mélangés, autour de vastes espaces verts. L'utopie originelle s'est progressivement transformée en quartier difficile, à la suite de politiques d'attribution des logements sociaux concentrant les difficultés sociales dans les mêmes quartiers.

### Alpexpo - Grand'Place

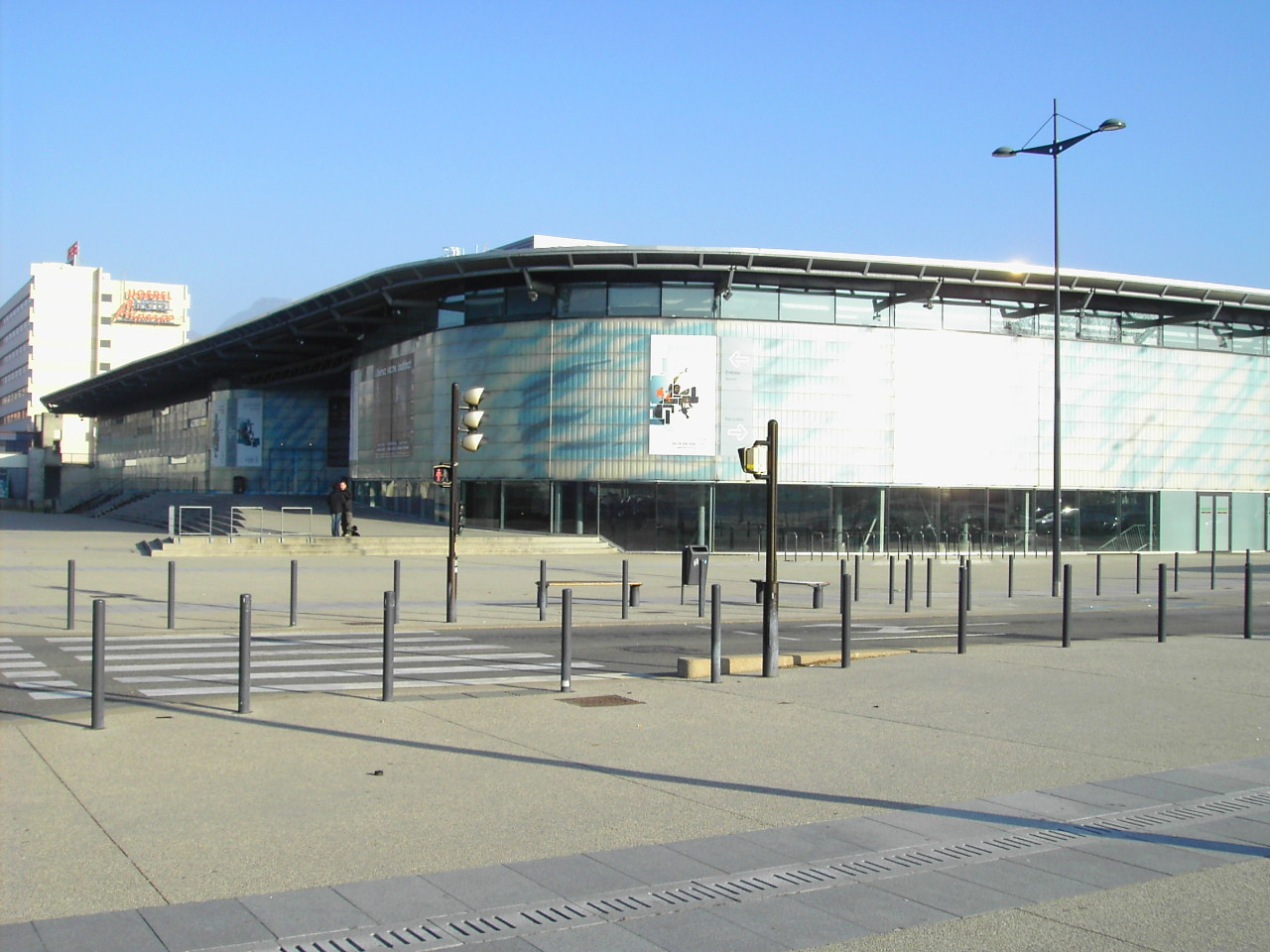
La patinoire Pôle Sud

Grand complexe au Sud de Grenoble comprenant le double centre commercial « Grand'Place - Carrefour Échirolles » (140 enseignes), le parc des expositions Alpexpo (44 950 m2), le centre de congrès Grenoble Alpes Congrès (auditorium de mille places), le Summum (salle de concerts de 5 000 places assises/debout) ainsi que la patinoire Pôle Sud (plus grande patinoire fixe de France avec 3 500 places assises).

## Logement
La commune de Grenoble comptait 86 984 logements en 2007, contre 83 955 en 1999, soit une augmentation de 3,6 % alors que la population de la commune connaissait une croissance de 2,2 % sur la même période.
La ville compte 91,1 % de résidences principales contre seulement 1,7 % de résidences secondaires et logements occasionnels. Grenoble compte par ailleurs plus de 7,2 % de logements vacants. Les logements construits avant 1949 représentent près de 26 % du parc grenoblois tandis que près de la moitié d’entre eux a été construite entre 1950 et 1974.  Les logements construits après 1990 représentent un peu moins de 10 % du parc. Enfin, les logements grenoblois sont essentiellement de grande taille avec 36 % de 4 pièces et plus. La part des propriétaires est de 37,4 %, celle des locataires s’établit à 59,6 %. Les logements individuels représentent 3,4 % du parc immobilier, ce qui est très faible comparé à des villes comme Bordeaux (26,9 %) ou Nantes (23,4 %) mais voisin de Lyon (3,3 %).

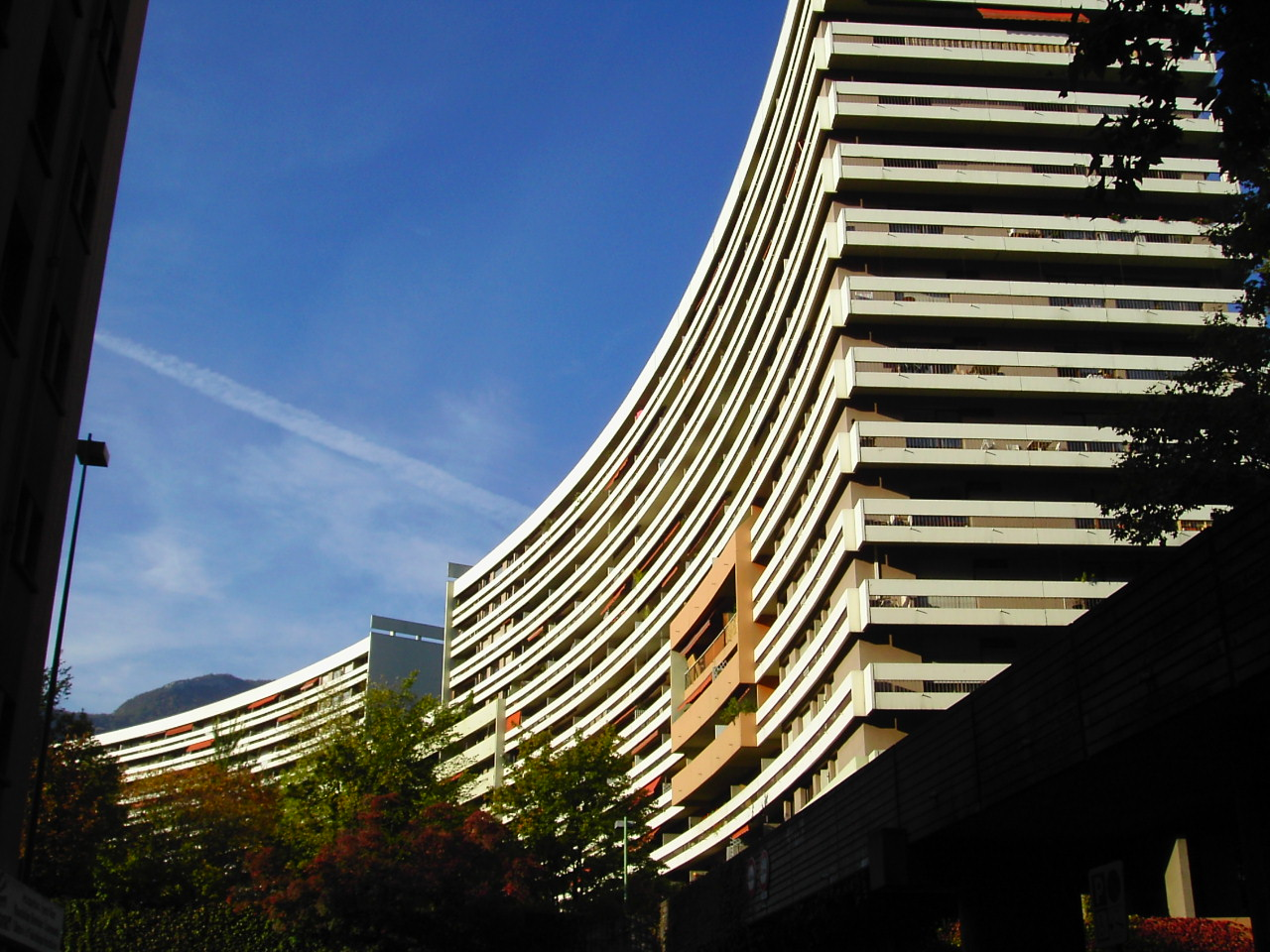
Immeuble du quartier Mutualité

Le prix moyen des appartements, en octobre 2010, est d'environ 2 337 euros/m². Les prix de l'immobilier ont augmenté de plus de 10 % entre  février 2006 et mars 2008, avant de connaitre une chute de même ampleur entre mars 2008 et avril 2010.
Grenoble concentrait 16 937 logements sociaux en 2011, soit plus de 40 % des logements sociaux de l’agglomération et 30 % de ceux de la SCoT de la Grande Région de Grenoble (GReG). De par une politique volontariste de construction de logements sociaux (300 par an en moyenne), la commune a franchi début 2011 la barre des 20 % exigée par la loi SRU. De nombreux organismes d'attribution de logements sociaux sont présents sur la commune : Actis, héritière des premiers OPHBM de la ville de Grenoble, Pluralis ou encore le bailleur social Grenoble Habitat. Il y a également un office public de l'habitat (OPH), l’OPAC 38.
|                                                 | 2007   | 1999   |
| ----------------------------------------------- | ------ | ------ |
| Ensembles des logements                         | 86 984 | 83 955 |
| Ensemble des résidences principales             | 79 282 | 75 227 |
| Part dans l'ensemble des logements (%)          | 91,1   | 90     |
| Part des propriétaires (%)                      | 37,4   | 36     |
| Part des locataires (%)                         | 59,6   | 59,6   |
| Part des appartements (%)                       | 94,9   | 94     |
| Nombre moyen de pièces par résidence principale | 3,0    | 3,0    |

Le nombre total de logements dans l'agglomération en 1999 s'élevait selon l'INSEE à 191 157, dont 1,8 % de résidences secondaires.

## Projets d'aménagements

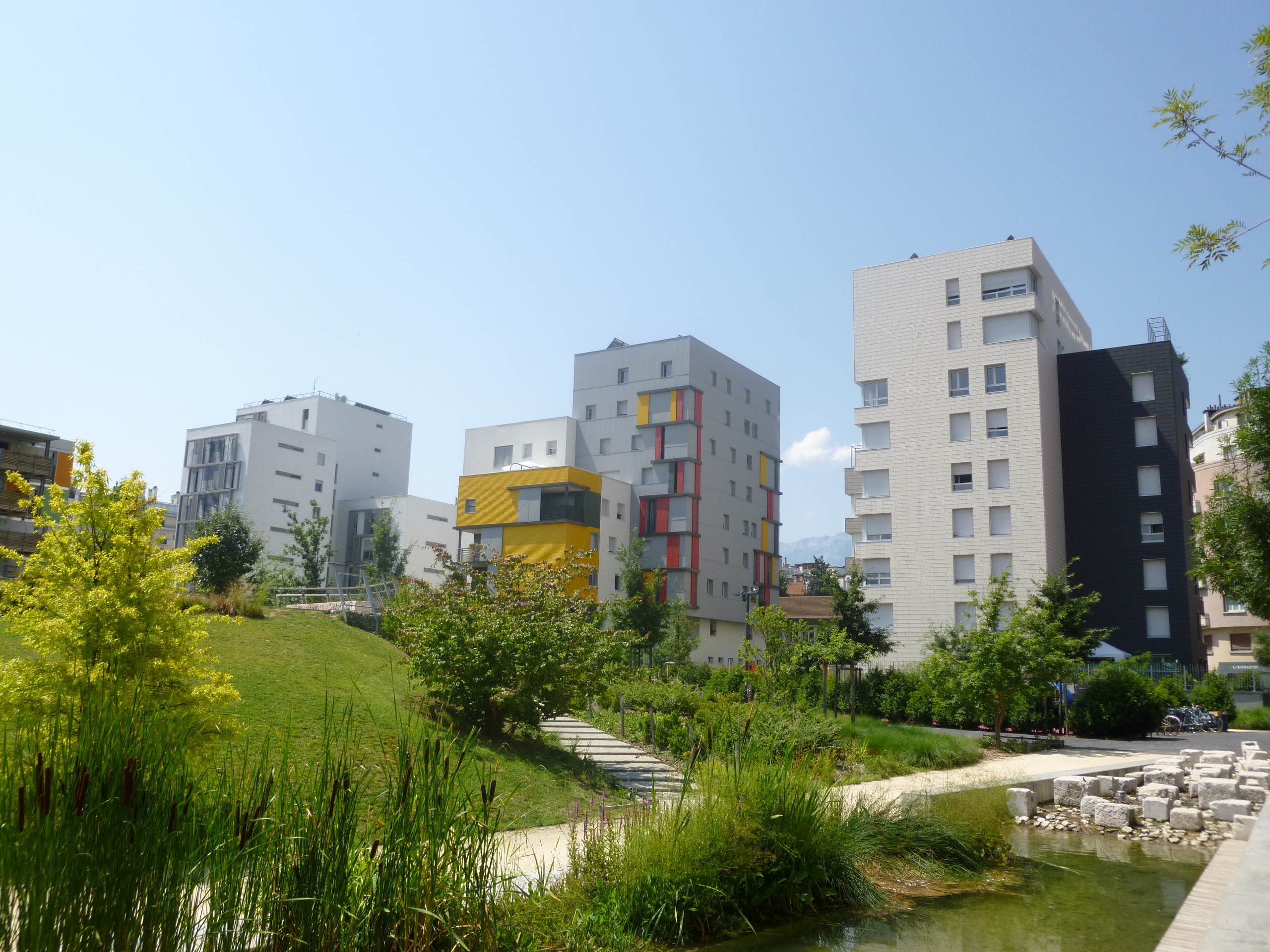
Réalisations de l'écoquartier de Bonne

Plusieurs projets visent à renouveler et embellir la ville de Grenoble très marquée par l'architecture des années 1960-70.
- Caserne de Bonne (achevé) : réaménagement du site de l'ancienne caserne militaire de Bonne pour en faire le premier écoquartier de la ville. Le projet accueille une 850 logements (dont 35 % en locatif), d'un centre commercial (représentant 53 nouvelles boutiques), d'espaces culturels, d'un établissement d'hébergement pour personnes âgées dépendantes, d'espaces de bureaux et de services et d'un bâtiment à énergie positive. Il offre également aux grenoblois un parc de 35 000 m2. L'école élémentaire Lucie Aubrac a été inaugurée en 2008[14], le centre commercial en 2010.

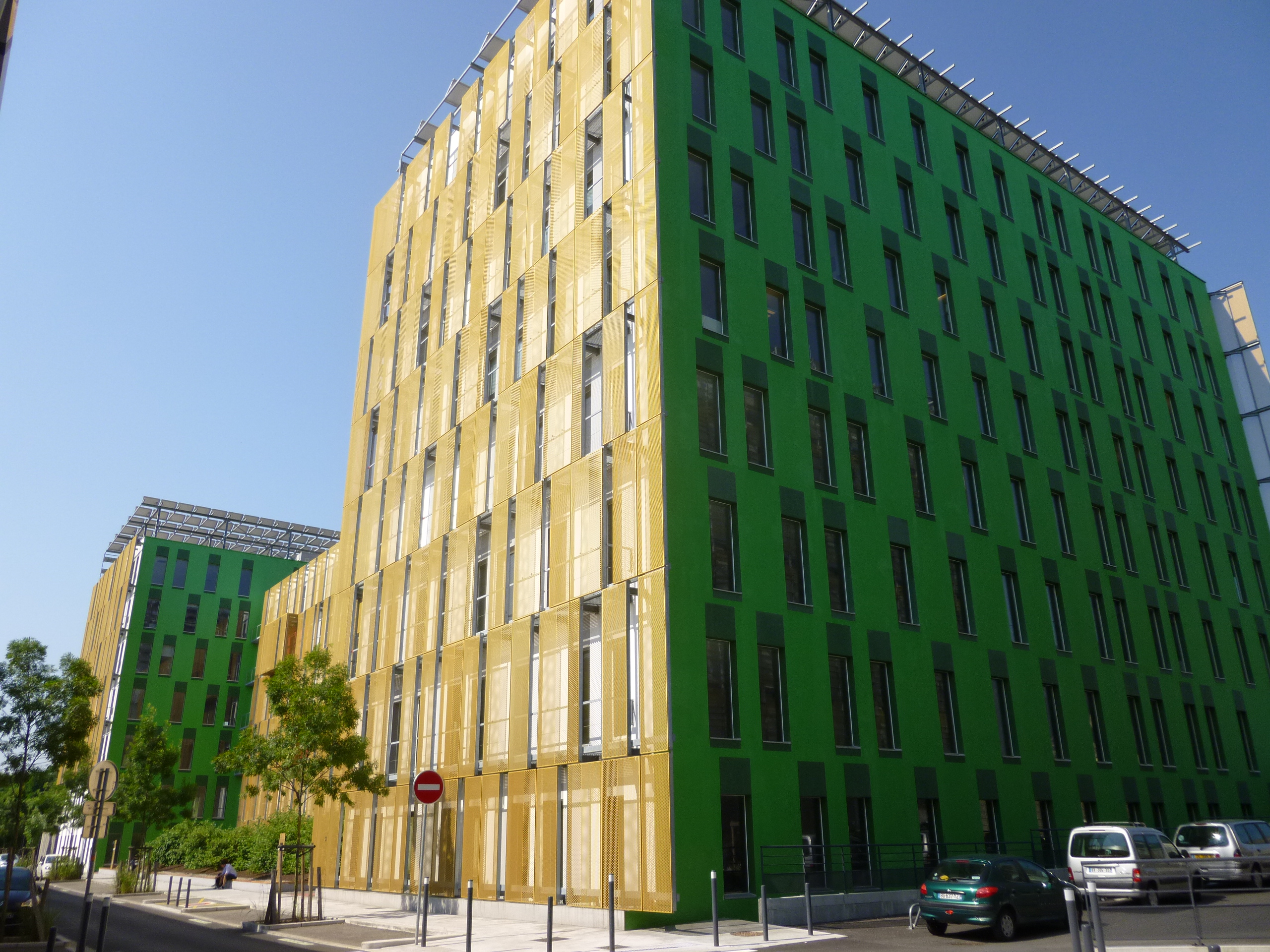
"Les reflets du Drac", une des réalisations du projet Bouchayer-Viallet

- Bouchayer-Viallet (en cours) : réaménagement de l'ancien site industriel. Le projet prévoit la création de 350 logements nouveaux dont 35 % de logements sociaux, d'environ 60 000 m2 de locaux tertiaires et d'activités, d'un hôtel d'entreprises dans la petite halle rénovée, de 5 000 m2 de commerces de proximité, l'ouverture d'un espace mutualisé avec une salle festive pour les habitants, un espace pour les associations et une salle de création pour les spectacles vivants, l'implantation d'une salle d'escalade dans la petite halle (inaugurée en 2008), l'implantation d'une salle de concert pour les musiques amplifiées[15].
- Projet "Cœur de Ville, Cœur d'Agglo" (en cours) : il poursuit l'objectif de valoriser et d'embellir le centre historique de la ville. Il prévoit notamment le réaménagement des quais de l'Isère, la destruction de l'actuelle maison du tourisme, le réaménagement des principales places du centre-ville (République, Vaucanson...), le ravalement des façades d'immeubles. Certains aménagements ont été réalisés tels le réaménagement de la place Saint-André ou la restauration de la façade de l'ancien palais de justice. Ce programme vise également à étendre le centre-ville vers le parc Paul-Mistral et le nouveau quartier de Bonne[16].
- Requalification des quartiers sud (en cours) : il s'agit d'un réaménagement urbain des quartiers Villeneuve, Olympique et Malherbe créés dans les années 1970. Ce projet de 75 millions d'euros prévoit la destruction de quelques tours autour du parc Jean Verlhac, l'écrémage de certains autres immeubles, l'embellissement des espaces publics et une plus grande ouverture sur les quartiers voisins[17].
- Projet Mistral, Eaux-Claires (achevé) : requalification du quartier par le biais de destructions-reconstructions de logements vétustes, la création ou la réhabilitation d'équipements publics, l'embellissement de l'ensemble des espaces publics, la création d'espaces d'activités économiques. De nombreuses réalisations ont été réalisées et les barres d'immeubles Strauss ont été démolies.
- D'autres projets sont à l'étude tels la requalification de l'Esplanade, l'agrandissement de la gare (achevé), le réaménagement de l'ancien site Valisère (achevé), la transformation de l'A48 en boulevard urbain (avec l'arrivée de la ligne E du tramway) ou encore le réaménagement du palais du Parlement qui devrait accueillir entre autres l'Office du tourisme et un musée consacré à la justice.

Certains projets ont pour objectif de renforcer l'attractivité de Grenoble dans des domaines de pointe.
- Le Projet GIANT, et le Projet Grenoble Presqu’île - Bouchayer - Viallet sont des projets de nouveau quartier de ville : 
  - Le premier projet[18] (Grenoble Innovation for Advanced New Technologies) vise à donner un nouveau visage au Polygone Scientifique. S'établissant sur une durée de quinze à vingt ans, il affiche l'ambition de faire du site la vitrine internationale de la ville en y établissant un campus d'innovation mondial (Giant, un « MIT à la française ») né du regroupement des acteurs scientifiques et universitaires grenoblois.
  - Cet objectif suppose des aménagements importants, prenant place dans le cadre du projet connexe Grenoble Presqu'île[19], retenu dans le cadre du projet EcoCités : création de logements étudiants et d'habitation, de bureaux et de commerces (environ 850 000 m2 de bâti supplémentaire). La construction d'une tour d'une centaine de mètres est également envisagée, tout comme la création d'un ruban photovoltaïque de 2 km de long.
- Grenoble Université de l'Innovation (en cours) : Dans le cadre du Plan Campus, le projet grenoblois prévoit, outre la rénovation de certains bâtiments, la création de cinq nouvelles écoles : un institut spécialisé dans les formations à la frontière entre la physique, la chimie, la pharmacie et la biologie. Un autre spécialisé dans la sécurité. Un nouveau bâtiment d'enseignement accueillera une « école professionnelle supérieure » et offrira un second recours pour des jeunes issus de baccalauréats professionnels. Ces locaux abriteraient aussi une « école européenne ». Le coût de ce projet est évalué à 680 millions d'euros, dont 400 ont été alloués par l'État dans le cadre du plan campus.

## Espaces verts

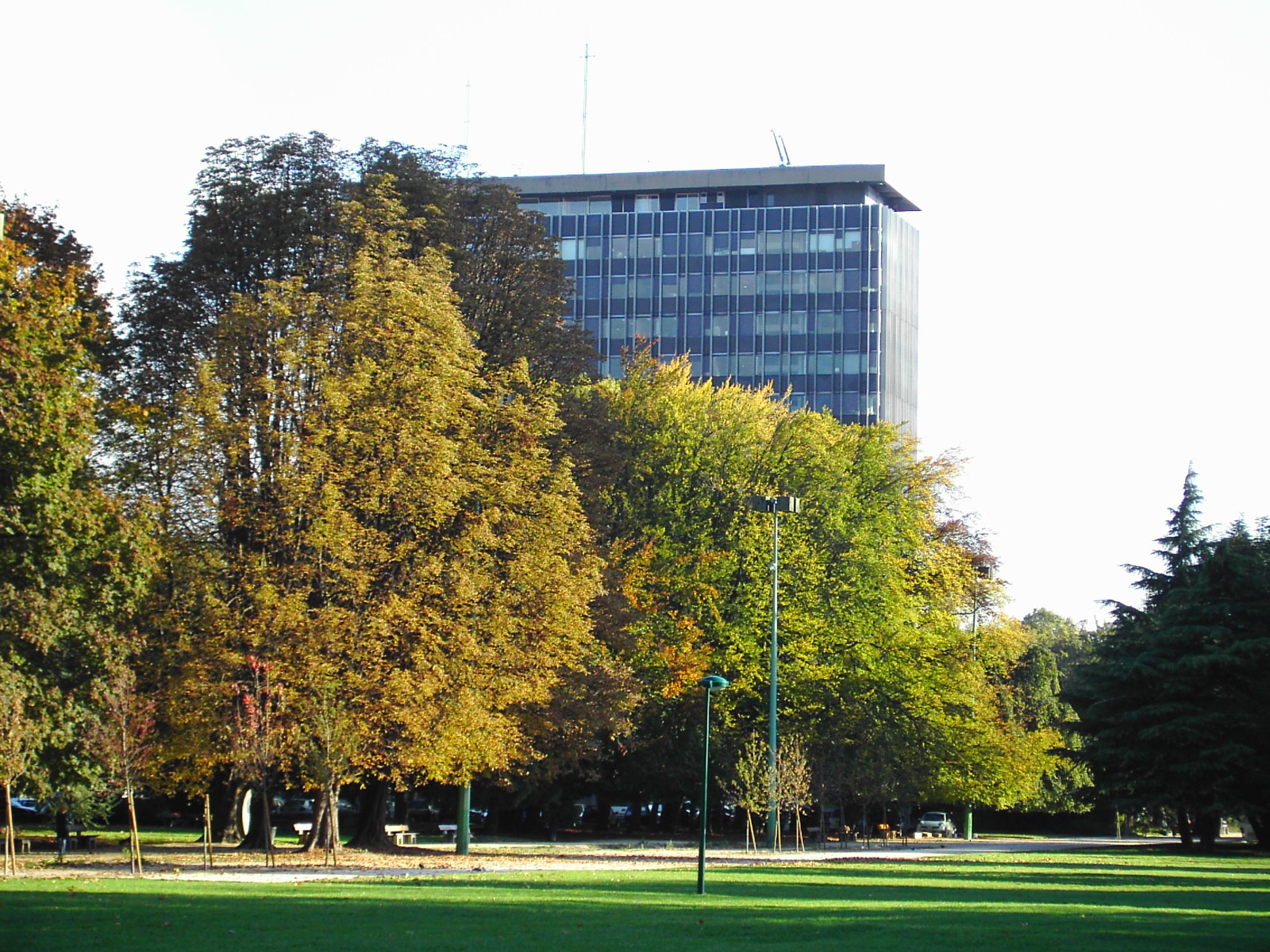
Le parc Paul-Mistral.

En mars 2017, la commune confirme le niveau « trois fleurs » au concours des villes et villages fleuris pour la sixième année consécutive.
La ville compte plus d'une cinquantaine de parcs de taille très diverse, du petit square au grand parc urbain, d'une dizaine d'hectares ou plus. D'autre part, on compte environ 40 000 arbres à Grenoble, et la construction des lignes du tramway a permis la création de nouvelles « coulées vertes ».
Le plus ancien d’entre eux est le Jardin de Ville. C'est l'ancien parc du château du duc de Lesdiguières, aménagé en 1622 en un jardin de fleurs et une partie boisée plantée de tilleuls et de platanes, racheté par la ville à ses héritiers en 1719. Un kiosque à musique y fut érigé en 1870 ; sur le côté du parc le plus proche de la place Grenette se trouve la demeure du docteur Gagnon, le grand-père de Henry Beyle. À proximité de la vieille ville se trouve également le jardin des Dauphins, site inscrit. D'une superficie de deux hectares, il est situé au nord du secteur 2, sur les pentes sud de l'éperon du Rachais. Aménagé en terrasses sur des terrains militaires en 1909, la situation très abritée du jardin des Dauphins en fait un site unique avec un micro-climat favorable à une végétation méditerranéenne. Dans sa partie supérieure, près du fort de la Bastille, il prend le nom de parc Guy-Pape.

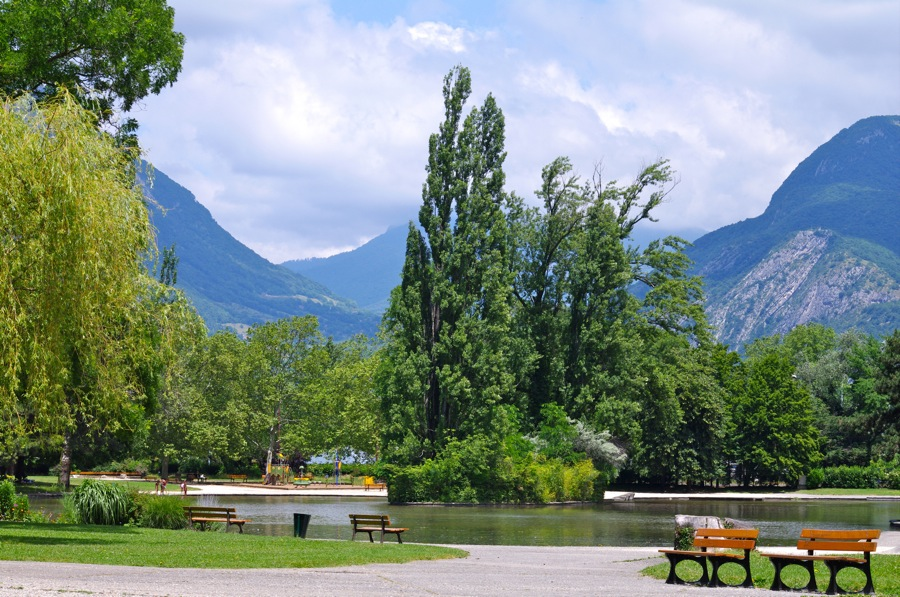
Le parc des Champs-Élysées

Au sud du secteur 3, dans le quartier du Rondeau, se trouve le parc des Champs Élysées, plus connu sous le nom de parc Bachelard par association avec le stade d'athlétisme Bachelard situé à proximité. Propriété au XVIIIe siècle du seigneur de Montrigaud, le parc Bachelard aux immenses allées, créé le long du Drac par le comte de Médavy, gouverneur du Dauphiné, s'étalait sur des hectares. Il comprend un immense plan d'eau et un parcours de santé. En juin 2014, ce parc a obtenu le label national Écojardin, décerné par l'agence Natureparif pour récompenser l'ensemble des pratiques de gestion durable menées par ses jardiniers comme l'absence d'utilisation de produits phytosanitaires depuis 2009, le compostage ou broyage sur place des déchets verts.
Au milieu du XIXe siècle fut aménagé par ailleurs le Jardin des Plantes (secteur 2) sur 17 000 m2. Il accompagne le muséum d'histoire naturelle et abrite entre autres curiosités des arbres centenaires. Des expérimentations florales sont également réalisées dans les carrés de pelouse. Deux parties distinctes, séparées par un petit ruisseau, le composent. En 1960, les serres et le jardin d'hiver ont été construits.

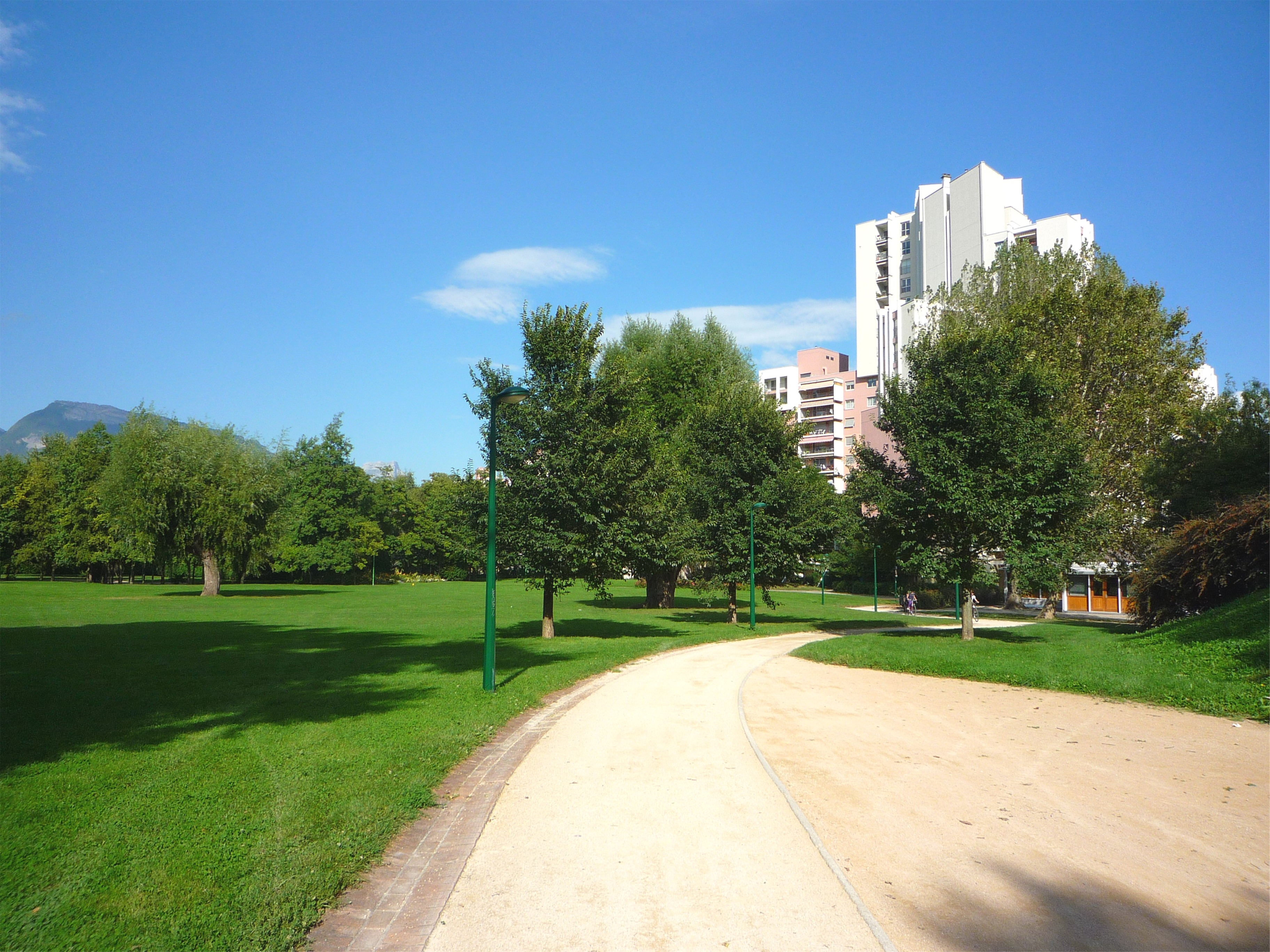
Le parc Jean-Verlhac.

L’extension de la ville au cours du XXe siècle a permis la constitution de parcs aux dimensions beaucoup plus importantes. Le plus connu d’entre eux est le parc Paul Mistral, d’une superficie de 21 hectares, au nord du secteur 5. Il se situe sur l'emplacement de l'Exposition internationale de la houille blanche de 1925, dont la Tour Perret est l'unique vestige. Le parc Paul-Mistral abrite de nombreux bâtiments, dont l'hôtel de ville et le palais des sports depuis 1968 et le stade des Alpes, inauguré en 2008. On y trouve également de nombreuses sculptures ainsi que des monuments. La vasque olympique des jeux de 1968 y est installée. Plus au sud, après le démontage du stade olympique de Grenoble, la création du quartier de la Villeneuve (secteur 6) au début des années 1970 s’est accompagnée de la réalisation du parc Jean-Verlhac, d’une superficie de 14 hectares. Plus connu des habitants du quartier sous le nom de parc de la Villeneuve, le parc Jean Verlhac est l'œuvre du paysagiste Michel Corajoud en 1974. Ses molles ondulations et son grand plan d'eau de 4 000 m2 au centre du quartier de Villeneuve servent à équilibrer la verticalité des immeubles qui l'entourent.
La fin de siècle a vu la création de nouveaux parcs dans la ville. Cela commence à partir de 1988, avec la création sur 16 000 m2 du parc Albert-Michallon, dans le secteur 2. Situé au nord-est du Musée de Grenoble, il le prolonge par son jardin de sculptures. Au sud des Grands Boulevards a été instauré le parc Georges-Pompidou, sur six hectares, secteur 4. Situé sur l'emplacement de l'ancienne caserne Reyniés, dont ont été conservés les platanes, le parc Georges Pompidou a été réalisé en 1991 par le paysagiste Daniel Jarry. Le parc Foch a également été créé à cette époque en même temps que le quartier du même nom. En 2010, il a subi un profond réaménagement afin d’être mieux relié au tout nouveau Jardin des vallons voisin. Ce-dernier, d’une superficie de 1,5 hectare, se trouve au sud du secteur 2. C'est un petit parc boisé et vallonné (d'où son nom), situé dans le nouvel éco quartier de Grenoble et contigu au centre commercial de la caserne de Bonne. On peut également noter la création, en 2009, du parc de Ouagadougou (9 000 m2) au sein du quartier Teisseire (secteur 5) ainsi que du parc Valérien-Perrin au sud-est du secteur 1 ; une partie de l’espace est constituée en labyrinthe, agrémentée de nombreuses plantes vivaces, et ainsi protégée de l'agitation du parc.